# فهرست سیارک‌ها (۱۳۰۰۱–۱۴۰۰۱)
فهرست سیارک‌ها (۱۳۰۰۱ - ۱۴۰۰۱) فهرست سیارک‌ها از ۱۳۰۰۱ تا ۱۴۰۰۱ است.
| نام   | نام انگلیسی      | تاریخ کشف       |
| ----- | ---------------- | --------------- |
| ۱۳۰۰۱ | Woodney          | ۲ نوامبر ۱۹۸۱   |
| ۱۳۰۰۲ | 1982 BJ13        | ۳۰ ژانویه ۱۹۸۲  |
| ۱۳۰۰۳ | Dickbeasley      | ۲۱ مارس ۱۹۸۲    |
| ۱۳۰۰۳ | 1982 RR          | ۱۵ سپتامبر ۱۹۸۲ |
| ۱۳۰۰۵ | Stankonyukhov    | ۱۸ سپتامبر ۱۹۸۲ |
| ۱۳۰۰۶ | Schwaar          | ۱۲ ژانویه ۱۹۸۳  |
| ۱۳۰۰۶ | 1984 AU          | ۸ ژانویه ۱۹۸۴   |
| ۱۳۰۰۸ | 1984 SE6         | ۲۲ سپتامبر ۱۹۸۴ |
| ۱۳۰۰۹ | Voloshchuk       | ۱۳ اوت ۱۹۸۵     |
| ۱۳۰۱۰ | Germantitov      | ۲۹ اوت ۱۹۸۶     |
| ۱۳۰۱۱ | Loeillet         | ۲۶ اوت ۱۹۸۷     |
| ۱۳۰۱۲ | 1987 SO5         | ۳۰ سپتامبر ۱۹۸۷ |
| ۱۳۰۱۳ | 1987 SP12        | ۱۶ سپتامبر ۱۹۸۷ |
| ۱۳۰۱۴ | Hasslacher       | ۱۷ نوامبر ۱۹۸۷  |
| ۱۳۰۱۴ | 1987 XC          | ۱۴ دسامبر ۱۹۸۷  |
| ۱۳۰۱۶ | 1988 DB5         | ۲۵ فوریه ۱۹۸۸   |
| ۱۳۰۱۷ | Owakenoomi       | ۱۸ مارس ۱۹۸۸    |
| ۱۳۰۱۸ | Geoffjames       | ۱۰ آوریل ۱۹۸۸   |
| ۱۳۰۱۸ | 1988 NW          | ۱۰ ژوئیه ۱۹۸۸   |
| ۱۳۰۲۰ | 1988 PW2         | ۱۰ اوت ۱۹۸۸     |
| ۱۳۰۲۱ | 1988 RY5         | ۳ سپتامبر ۱۹۸۸  |
| ۱۳۰۲۲ | 1988 RL9         | ۱ سپتامبر ۱۹۸۸  |
| ۱۳۰۲۳ | 1988 XT1         | ۱۰ دسامبر ۱۹۸۸  |
| ۱۳۰۲۴ | Conradferdinand  | ۱۱ ژانویه ۱۹۸۹  |
| ۱۳۰۲۵ | Zurich           | ۲۸ ژانویه ۱۹۸۹  |
| ۱۳۰۲۵ | 1989 CX          | ۷ فوریه ۱۹۸۹    |
| ۱۳۰۲۷ | Geeraerts        | ۳ آوریل ۱۹۸۹    |
| ۱۳۰۲۸ | Klaustschira     | ۵ آوریل ۱۹۸۹    |
| ۱۳۰۲۸ | 1989 HA          | ۲۷ آوریل ۱۹۸۹   |
| ۱۳۰۲۸ | 1989 PF          | ۹ اوت ۱۹۸۹      |
| ۱۳۰۳۱ | Durance          | ۲۶ سپتامبر ۱۹۸۹ |
| ۱۳۰۳۲ | Tarn             | ۷ اکتبر ۱۹۸۹    |
| ۱۳۰۳۳ | Gardon           | ۷ اکتبر ۱۹۸۹    |
| ۱۳۰۳۳ | 1989 UN          | ۲۳ اکتبر ۱۹۸۹   |
| ۱۳۰۳۵ | 1989 UA6         | ۳۰ اکتبر ۱۹۸۹   |
| ۱۳۰۳۶ | 1989 YO3         | ۳۰ دسامبر ۱۹۸۹  |
| ۱۳۰۳۷ | Potosi           | ۲ مارس ۱۹۹۰     |
| ۱۳۰۳۸ | Woolston         | ۲ مارس ۱۹۹۰     |
| ۱۳۰۳۹ | Awashima         | ۲۷ مارس ۱۹۹۰    |
| ۱۳۰۴۰ | 1990 OB4         | ۲۹ ژوئیه ۱۹۹۰   |
| ۱۳۰۴۱ | 1990 OS4         | ۲۵ ژوئیه ۱۹۹۰   |
| ۱۳۰۴۱ | 1990 QE          | ۱۸ اوت ۱۹۹۰     |
| ۱۳۰۴۳ | 1990 QT4         | ۲۴ اوت ۱۹۹۰     |
| ۱۳۰۴۴ | Wannes           | ۱۶ اوت ۱۹۹۰     |
| ۱۳۰۴۵ | Vermandere       | ۱۶ اوت ۱۹۹۰     |
| ۱۳۰۴۶ | Aliev            | ۳۱ اوت ۱۹۹۰     |
| ۱۳۰۴۷ | 1990 RJ5         | ۱۵ سپتامبر ۱۹۹۰ |
| ۱۳۰۴۸ | 1990 RR7         | ۱۳ سپتامبر ۱۹۹۰ |
| ۱۳۰۴۹ | Butov            | ۱۵ سپتامبر ۱۹۹۰ |
| ۱۳۰۴۹ | 1990 SY          | ۱۶ سپتامبر ۱۹۹۰ |
| ۱۳۰۵۱ | 1990 SF5         | ۲۲ سپتامبر ۱۹۹۰ |
| ۱۳۰۵۱ | 1990             | SN۸             |
| ۱۳۰۵۳ | Bertrandrussell  | ۲۲ سپتامبر ۱۹۹۰ |
| ۱۳۰۵۴ | 1990 ST15        | ۱۶ سپتامبر ۱۹۹۰ |
| ۱۳۰۵۵ | Kreppein         | ۱۴ اکتبر ۱۹۹۰   |
| ۱۳۰۵۶ | 1990 VN1         | ۱۲ نوامبر ۱۹۹۰  |
| ۱۳۰۵۷ | Jorgensen        | ۱۳ نوامبر ۱۹۹۰  |
| ۱۳۰۵۸ | Alfredstevens    | ۱۹ نوامبر ۱۹۹۰  |
| ۱۳۰۵۹ | Ducuroir         | ۱۸ ژانویه ۱۹۹۱  |
| ۱۳۰۵۹ | 1991 EJ          | ۱۰ مارس ۱۹۹۱    |
| ۱۳۰۶۱ | 1991 FL2         | ۲۰ مارس ۱۹۹۱    |
| ۱۳۰۶۲ | Podarkes         | ۱۹ آوریل ۱۹۹۱   |
| ۱۳۰۶۳ | Purifoy          | ۵ ژوئن ۱۹۹۱     |
| ۱۳۰۶۴ | Haemhouts        | ۶ اوت ۱۹۹۱      |
| ۱۳۰۶۵ | 1991 PG11        | ۹ اوت ۱۹۹۱      |
| ۱۳۰۶۶ | 1991 PM13        | ۵ اوت ۱۹۹۱      |
| ۱۳۰۶۷ | 1991 PA15        | ۶ اوت ۱۹۹۱      |
| ۱۳۰۶۸ | 1991 RL1         | ۴ سپتامبر ۱۹۹۱  |
| ۱۳۰۶۹ | Umbertoeco       | ۶ سپتامبر ۱۹۹۱  |
| ۱۳۰۷۰ | Seanconnery      | ۸ سپتامبر ۱۹۹۱  |
| ۱۳۰۷۱ | 1991 RT5         | ۱۳ سپتامبر ۱۹۹۱ |
| ۱۳۰۷۲ | 1991 RS8         | ۱۱ سپتامبر ۱۹۹۱ |
| ۱۳۰۷۳ | 1991 RE15        | ۱۵ سپتامبر ۱۹۹۱ |
| ۱۳۰۷۴ | 1991 RK15        | ۱۵ سپتامبر ۱۹۹۱ |
| ۱۳۰۷۵ | 1991 UN1         | ۲۸ اکتبر ۱۹۹۱   |
| ۱۳۰۷۶ | 1991 VT3         | ۱۱ نوامبر ۱۹۹۱  |
| ۱۳۰۷۷ | Edschneider      | ۴ نوامبر ۱۹۹۱   |
| ۱۳۰۷۷ | 1991 WD          | ۱۷ نوامبر ۱۹۹۱  |
| ۱۳۰۷۹ | Toots            | ۲ فوریه ۱۹۹۲    |
| ۱۳۰۸۰ | 1992 EZ7         | ۲ مارس ۱۹۹۲     |
| ۱۳۰۸۱ | 1992 EW9         | ۲ مارس ۱۹۹۲     |
| ۱۳۰۸۲ | 1992 EY10        | ۶ مارس ۱۹۹۲     |
| ۱۳۰۸۳ | 1992 EE32        | ۲ مارس ۱۹۹۲     |
| ۱۳۰۸۴ | Virchow          | ۲ آوریل ۱۹۹۲    |
| ۱۳۰۸۵ | Borlaug          | ۲۳ آوریل ۱۹۹۲   |
| ۱۳۰۸۶ | Sauerbruch       | ۳۰ آوریل ۱۹۹۲   |
| ۱۳۰۸۷ | Chastellux       | ۳۰ ژوئیه ۱۹۹۲   |
| ۱۳۰۸۸ | Filipportera     | ۸ اوت ۱۹۹۲      |
| ۱۳۰۸۹ | 1992 PH2         | ۲ اوت ۱۹۹۲      |
| ۱۳۰۹۰ | 1992 PV2         | ۶ اوت ۱۹۹۲      |
| ۱۳۰۹۱ | 1992 PT3         | ۵ اوت ۱۹۹۲      |
| ۱۳۰۹۲ | Schrodinger      | ۲۴ سپتامبر ۱۹۹۲ |
| ۱۳۰۹۳ | Wolfgangpauli    | ۲۱ سپتامبر ۱۹۹۲ |
| ۱۳۰۹۴ | Shinshuueda      | ۱۹ اکتبر ۱۹۹۲   |
| ۱۳۰۹۵ | 1992 WY1         | ۱۸ نوامبر ۱۹۹۲  |
| ۱۳۰۹۶ | Tigris           | ۲۷ ژانویه ۱۹۹۳  |
| ۱۳۰۹۷ | Lamoraal         | ۲۳ ژانویه ۱۹۹۳  |
| ۱۳۰۹۸ | 1993 FM6         | ۱۷ مارس ۱۹۹۳    |
| ۱۳۰۹۹ | 1993 FO7         | ۱۷ مارس ۱۹۹۳    |
| ۱۳۱۰۰ | 1993 FB10        | ۱۷ مارس ۱۹۹۳    |
| ۱۳۱۰۱ | 1993 FS10        | ۱۹ مارس ۱۹۹۳    |
| ۱۳۱۰۲ | 1993 FU11        | ۱۷ مارس ۱۹۹۳    |
| ۱۳۱۰۳ | 1993 FR12        | ۱۷ مارس ۱۹۹۳    |
| ۱۳۱۰۴ | 1993 FV24        | ۲۱ مارس ۱۹۹۳    |
| ۱۳۱۰۵ | 1993 FO27        | ۲۱ مارس ۱۹۹۳    |
| ۱۳۱۰۶ | 1993 FV48        | ۱۹ مارس ۱۹۹۳    |
| ۱۳۱۰۷ | 1993 FE59        | ۱۹ مارس ۱۹۹۳    |
| ۱۳۱۰۸ | 1993 FD82        | ۱۹ مارس ۱۹۹۳    |
| ۱۳۱۰۹ | Berzelius        | ۱۴ مه ۱۹۹۳      |
| ۱۳۱۱۰ | 1993 LS1         | ۱۵ ژوئن ۱۹۹۳    |
| ۱۳۱۱۱ | Papacosmas       | ۲۳ ژوئیه ۱۹۹۳   |
| ۱۳۱۱۲ | Montmorency      | ۱۸ اوت ۱۹۹۳     |
| ۱۳۱۱۳ | 1993 RQ5         | ۱۵ سپتامبر ۱۹۹۳ |
| ۱۳۱۱۴ | Isabelgodin      | ۱۹ سپتامبر ۱۹۹۳ |
| ۱۳۱۱۵ | Jeangodin        | ۱۷ سپتامبر ۱۹۹۳ |
| ۱۳۱۱۶ | Hortensia        | ۹ اکتبر ۱۹۹۳    |
| ۱۳۱۱۷ | Pondicherry      | ۹ اکتبر ۱۹۹۳    |
| ۱۳۱۱۷ | Pondicherry      | UX۴             |
| ۱۳۱۱۹ | 1993 VD4         | ۱۱ نوامبر ۱۹۹۳  |
| ۱۳۱۲۰ | 1993 VU7         | ۴ نوامبر ۱۹۹۳   |
| ۱۳۱۲۱ | Tisza            | ۷ فوریه ۱۹۹۴    |
| ۱۳۱۲۲ | Drava            | ۷ فوریه ۱۹۹۴    |
| ۱۳۱۲۳ | Tyson            | ۱۶ مه ۱۹۹۴      |
| ۱۳۱۲۳ | 1994 PS          | ۱۴ اوت ۱۹۹۴     |
| ۱۳۱۲۵ | Tobolsk          | ۱۰ اوت ۱۹۹۴     |
| ۱۳۱۲۶ | 1994 PT16        | ۱۰ اوت ۱۹۹۴     |
| ۱۳۱۲۷ | 1994 PN25        | ۱۲ اوت ۱۹۹۴     |
| ۱۳۱۲۸ | 1994 PS28        | ۱۲ اوت ۱۹۹۴     |
| ۱۳۱۲۹ | 1994 PC29        | ۱۲ اوت ۱۹۹۴     |
| ۱۳۱۳۰ | 1994 PW31        | ۱۲ اوت ۱۹۹۴     |
| ۱۳۱۳۱ | 1994 PL32        | ۱۲ اوت ۱۹۹۴     |
| ۱۳۱۳۲ | 1994 PO32        | ۱۲ اوت ۱۹۹۴     |
| ۱۳۱۳۳ | 1994 PL34        | ۱۰ اوت ۱۹۹۴     |
| ۱۳۱۳۳ | 1994 QR          | ۱۶ اوت ۱۹۹۴     |
| ۱۳۱۳۳ | 1994 QX          | ۳۱ اوت ۱۹۹۴     |
| ۱۳۱۳۶ | 1994 UJ1         | ۲۵ اکتبر ۱۹۹۴   |
| ۱۳۱۳۷ | 1994 UT1         | ۲۶ اکتبر ۱۹۹۴   |
| ۱۳۱۳۷ | 1994 VA          | ۱ نوامبر ۱۹۹۴   |
| ۱۳۱۳۹ | 1994 VD2         | ۳ نوامبر ۱۹۹۴   |
| ۱۳۱۴۰ | Shinchukai       | ۴ نوامبر ۱۹۹۴   |
| ۱۳۱۴۱ | 1994 WW2         | ۳۰ نوامبر ۱۹۹۴  |
| ۱۳۱۴۲ | 1994 YM2         | ۲۵ دسامبر ۱۹۹۴  |
| ۱۳۱۴۲ | 1995 AF          | ۲ ژانویه ۱۹۹۵   |
| ۱۳۱۴۲ | 1995 BJ          | ۲۳ ژانویه ۱۹۹۵  |
| ۱۳۱۴۵ | Cavezzo          | ۲۷ فوریه ۱۹۹۵   |
| ۱۳۱۴۶ | Yuriko           | ۲۰ فوریه ۱۹۹۵   |
| ۱۳۱۴۷ | Foglia           | ۲۴ فوریه ۱۹۹۵   |
| ۱۳۱۴۷ | 1995 EF          | ۱ مارس ۱۹۹۵     |
| ۱۳۱۴۹ | Heisenberg       | ۴ مارس ۱۹۹۵     |
| ۱۳۱۵۰ | Paolotesi        | ۲۳ مارس ۱۹۹۵    |
| ۱۳۱۵۱ | Polino           | ۲۲ ژوئیه ۱۹۹۵   |
| ۱۳۱۵۱ | 1995 QK          | ۱۹ اوت ۱۹۹۵     |
| ۱۳۱۵۳ | 1995 QC3         | ۳۱ اوت ۱۹۹۵     |
| ۱۳۱۵۴ | Petermrva        | ۷ سپتامبر ۱۹۹۵  |
| ۱۳۱۵۵ | 1995 SB1         | ۱۹ سپتامبر ۱۹۹۵ |
| ۱۳۱۵۶ | Mannoucyo        | ۲۰ سپتامبر ۱۹۹۵ |
| ۱۳۱۵۷ | Searfoss         | ۱۵ اکتبر ۱۹۹۵   |
| ۱۳۱۵۷ | 1995 UE          | ۱۷ اکتبر ۱۹۹۵   |
| ۱۳۱۵۹ | 1995 UW3         | ۲۰ اکتبر ۱۹۹۵   |
| ۱۳۱۶۰ | 1995 US4         | ۲۵ اکتبر ۱۹۹۵   |
| ۱۳۱۶۱ | 1995 UK6         | ۲۷ اکتبر ۱۹۹۵   |
| ۱۳۱۶۲ | 1995 UK44        | ۲۲ اکتبر ۱۹۹۵   |
| ۱۳۱۶۳ | Koyamachuya      | ۲۸ اکتبر ۱۹۹۵   |
| ۱۳۱۶۳ | 1995 VF          | ۱ نوامبر ۱۹۹۵   |
| ۱۳۱۶۵ | 1995 WS1         | ۱۶ نوامبر ۱۹۹۵  |
| ۱۳۱۶۶ | 1995 WU1         | ۱۶ نوامبر ۱۹۹۵  |
| ۱۳۱۶۷ | 1995 WC5         | ۲۴ نوامبر ۱۹۹۵  |
| ۱۳۱۶۸ | Danoconnell      | ۶ دسامبر ۱۹۹۵   |
| ۱۳۱۶۹ | 1995 XS1         | ۱۵ دسامبر ۱۹۹۵  |
| ۱۳۱۶۹ | 1995 YX          | ۱۹ دسامبر ۱۹۹۵  |
| ۱۳۱۶۹ | 1996 AA          | ۱ ژانویه ۱۹۹۶   |
| ۱۳۱۶۹ | 1996 AO          | ۱۱ ژانویه ۱۹۹۶  |
| ۱۳۱۷۳ | 1996 AJ2         | ۱۳ ژانویه ۱۹۹۶  |
| ۱۳۱۷۴ | Timossi          | ۱۴ فوریه ۱۹۹۶   |
| ۱۳۱۷۵ | 1996 EB2         | ۱۵ مارس ۱۹۹۶    |
| ۱۳۱۷۶ | Kobedaitenken    | ۲۱ آوریل ۱۹۹۶   |
| ۱۳۱۷۷ | Hansschmidt      | ۱۷ آوریل ۱۹۹۶   |
| ۱۳۱۷۸ | 1996 HF18        | ۱۸ آوریل ۱۹۹۶   |
| ۱۳۱۷۹ | 1996 HU18        | ۱۸ آوریل ۱۹۹۶   |
| ۱۳۱۸۰ | Fourcroy         | ۱۸ آوریل ۱۹۹۶   |
| ۱۳۱۸۱ | Peneleos         | ۱۱ سپتامبر ۱۹۹۶ |
| ۱۳۱۸۲ | 1996 SO8         | ۱۶ سپتامبر ۱۹۹۶ |
| ۱۳۱۸۲ | 1996 TW          | ۵ اکتبر ۱۹۹۶    |
| ۱۳۱۸۴ | Augeias          | ۴ اکتبر ۱۹۹۶    |
| ۱۳۱۸۵ | Agasthenes       | ۵ اکتبر ۱۹۹۶    |
| ۱۳۱۸۵ | 1996 UM          | ۱۸ اکتبر ۱۹۹۶   |
| ۱۳۱۸۷ | 1997 AN4         | ۶ ژانویه ۱۹۹۷   |
| ۱۳۱۸۸ | Okinawa          | ۳ ژانویه ۱۹۹۷   |
| ۱۳۱۸۹ | 1997 AF13        | ۱۱ ژانویه ۱۹۹۷  |
| ۱۳۱۹۰ | 1997 BN1         | ۲۹ ژانویه ۱۹۹۷  |
| ۱۳۱۹۱ | 1997 BP3         | ۳۱ ژانویه ۱۹۹۷  |
| ۱۳۱۹۲ | Quine            | ۳۱ ژانویه ۱۹۹۷  |
| ۱۳۱۹۲ | 1997 CW          | ۱ فوریه ۱۹۹۷    |
| ۱۳۱۹۴ | 1997 CA1         | ۱ فوریه ۱۹۹۷    |
| ۱۳۱۹۵ | 1997 CG6         | ۲ فوریه ۱۹۹۷    |
| ۱۳۱۹۶ | Rogerssmith      | ۱ فوریه ۱۹۹۷    |
| ۱۳۱۹۶ | 1997 DC          | ۱۷ فوریه ۱۹۹۷   |
| ۱۳۱۹۶ | 1997 DT          | ۲۷ فوریه ۱۹۹۷   |
| ۱۳۱۹۹ | 1997 EW25        | ۳ مارس ۱۹۹۷     |
| ۱۳۲۰۰ | Romagnani        | ۱۳ مارس ۱۹۹۷    |
| ۱۳۲۰۱ | 1997 EF41        | ۱۰ مارس ۱۹۹۷    |
| ۱۳۲۰۲ | 1997 FT3         | ۳۱ مارس ۱۹۹۷    |
| ۱۳۲۰۳ | 1997 FC5         | ۳۱ مارس ۱۹۹۷    |
| ۱۳۲۰۴ | 1997 GR12        | ۳ آوریل ۱۹۹۷    |
| ۱۳۲۰۵ | 1997 GB19        | ۳ آوریل ۱۹۹۷    |
| ۱۳۲۰۶ | 1997 GC22        | ۶ آوریل ۱۹۹۷    |
| ۱۳۲۰۷ | Tamagawa         | ۱۰ آوریل ۱۹۹۷   |
| ۱۳۲۰۸ | Fraschetti       | ۵ آوریل ۱۹۹۷    |
| ۱۳۲۰۹ | 1997 GQ41        | ۹ آوریل ۱۹۹۷    |
| ۱۳۲۱۰ | 1997 HP8         | ۳۰ آوریل ۱۹۹۷   |
| ۱۳۲۱۱ | Stucky           | ۳ مه ۱۹۹۷       |
| ۱۳۲۱۲ | Jayleno          | ۳ مه ۱۹۹۷       |
| ۱۳۲۱۳ | 1997 JB15        | ۳ مه ۱۹۹۷       |
| ۱۳۲۱۴ | 1997 JJ16        | ۳ مه ۱۹۹۷       |
| ۱۳۲۱۵ | 1997 JT16        | ۳ مه ۱۹۹۷       |
| ۱۳۲۱۶ | 1997 LH4         | ۹ ژوئن ۱۹۹۷     |
| ۱۳۲۱۷ | Alpbach          | ۳۰ ژوئن ۱۹۹۷    |
| ۱۳۲۱۸ | 1997 MC3         | ۲۸ ژوئن ۱۹۹۷    |
| ۱۳۲۱۹ | Cailletet        | ۳۰ ژوئن ۱۹۹۷    |
| ۱۳۲۲۰ | Kashiwagura      | ۱ ژوئیه ۱۹۹۷    |
| ۱۳۲۲۱ | Nao              | ۲۴ ژوئیه ۱۹۹۷   |
| ۱۳۲۲۲ | Ichikawakazuo    | ۲۷ ژوئیه ۱۹۹۷   |
| ۱۳۲۲۳ | Cenaceneri       | ۱۳ اوت ۱۹۹۷     |
| ۱۳۲۲۴ | Takamatsuda      | ۱۰ اوت ۱۹۹۷     |
| ۱۳۲۲۵ | Manfredi         | ۲۹ اوت ۱۹۹۷     |
| ۱۳۲۲۶ | Soulie           | ۲۰ سپتامبر ۱۹۹۷ |
| ۱۳۲۲۷ | Poor             | ۲۷ سپتامبر ۱۹۹۷ |
| ۱۳۲۲۸ | 1997 SJ25        | ۲۹ سپتامبر ۱۹۹۷ |
| ۱۳۲۲۹ | Echion           | ۲ نوامبر ۱۹۹۷   |
| ۱۳۲۳۰ | 1997 VG1         | ۱ نوامبر ۱۹۹۷   |
| ۱۳۲۳۱ | Blondelet        | ۱۷ ژانویه ۱۹۹۸  |
| ۱۳۲۳۲ | 1998 FM54        | ۲۰ مارس ۱۹۹۸    |
| ۱۳۲۳۳ | 1998 FC66        | ۲۰ مارس ۱۹۹۸    |
| ۱۳۲۳۴ | Natashaowen      | ۲۲ مارس ۱۹۹۸    |
| ۱۳۲۳۵ | Isiguroyuki      | ۳۰ آوریل ۱۹۹۸   |
| ۱۳۲۳۶ | 1998 HF96        | ۲۱ آوریل ۱۹۹۸   |
| ۱۳۲۳۷ | 1998 HC98        | ۲۱ آوریل ۱۹۹۸   |
| ۱۳۲۳۸ | 1998 HU149       | ۲۵ آوریل ۱۹۹۸   |
| ۱۳۲۳۹ | Kana             | ۲۱ مه ۱۹۹۸      |
| ۱۳۲۴۰ | Thouvay          | ۱۸ مه ۱۹۹۸      |
| ۱۳۲۴۱ | Biyo             | ۲۲ مه ۱۹۹۸      |
| ۱۳۲۴۲ | 1998 KR44        | ۲۲ مه ۱۹۹۸      |
| ۱۳۲۴۳ | 1998 KZ47        | ۲۲ مه ۱۹۹۸      |
| ۱۳۲۴۴ | Dannymeyer       | ۲۶ ژوئن ۱۹۹۸    |
| ۱۳۲۴۵ | 1998 MM19        | ۲۳ ژوئن ۱۹۹۸    |
| ۱۳۲۴۶ | 1998 MJ33        | ۲۴ ژوئن ۱۹۹۸    |
| ۱۳۲۴۷ | 1998 MW34        | ۲۴ ژوئن ۱۹۹۸    |
| ۱۳۲۴۸ | Fornasier        | ۲۴ ژوئن ۱۹۹۸    |
| ۱۳۲۴۹ | Marcallen        | ۱۸ ژوئن ۱۹۹۸    |
| ۱۳۲۵۰ | Danieladucato    | ۱۹ ژوئیه ۱۹۹۸   |
| ۱۳۲۵۱ | Viot             | ۲۰ ژوئیه ۱۹۹۸   |
| ۱۳۲۵۲ | 1998 ON1         | ۱۸ ژوئیه ۱۹۹۸   |
| ۱۳۲۵۳ | 1998 OM13        | ۲۶ ژوئیه ۱۹۹۸   |
| ۱۳۲۵۴ | 1998 OY13        | ۲۶ ژوئیه ۱۹۹۸   |
| ۱۳۲۵۵ | 1998 OH14        | ۲۶ ژوئیه ۱۹۹۸   |
| ۱۳۲۵۶ | 1998 OZ14        | ۲۶ ژوئیه ۱۹۹۸   |
| ۱۳۲۵۷ | 1998 QT8         | ۱۷ اوت ۱۹۹۸     |
| ۱۳۲۵۸ | Bej              | ۱۷ اوت ۱۹۹۸     |
| ۱۳۲۵۹ | Bhat             | ۱۷ اوت ۱۹۹۸     |
| ۱۳۲۶۰ | Sabadell         | ۲۳ اوت ۱۹۹۸     |
| ۱۳۲۶۱ | 1998 QM16        | ۱۷ اوت ۱۹۹۸     |
| ۱۳۲۶۲ | 1998 QF17        | ۱۷ اوت ۱۹۹۸     |
| ۱۳۲۶۳ | 1998 QV22        | ۱۷ اوت ۱۹۹۸     |
| ۱۳۲۶۴ | 1998 QD23        | ۱۷ اوت ۱۹۹۸     |
| ۱۳۲۶۵ | Terbunkley       | ۱۷ اوت ۱۹۹۸     |
| ۱۳۲۶۶ | 1998 QY30        | ۱۷ اوت ۱۹۹۸     |
| ۱۳۲۶۷ | 1998 QV32        | ۱۷ اوت ۱۹۹۸     |
| ۱۳۲۶۸ | Trevorcorbin     | ۱۷ اوت ۱۹۹۸     |
| ۱۳۲۶۹ | Dahlstrom        | ۱۷ اوت ۱۹۹۸     |
| ۱۳۲۷۰ | 1998 QX35        | ۱۷ اوت ۱۹۹۸     |
| ۱۳۲۷۱ | 1998 QZ35        | ۱۷ اوت ۱۹۹۸     |
| ۱۳۲۷۲ | Ericadavid       | ۱۷ اوت ۱۹۹۸     |
| ۱۳۲۷۳ | 1998 QW37        | ۱۷ اوت ۱۹۹۸     |
| ۱۳۲۷۴ | Roygross         | ۱۷ اوت ۱۹۹۸     |
| ۱۳۲۷۵ | 1998 QT39        | ۱۷ اوت ۱۹۹۸     |
| ۱۳۲۷۶ | 1998 QP40        | ۱۷ اوت ۱۹۹۸     |
| ۱۳۲۷۷ | 1998 QV40        | ۱۷ اوت ۱۹۹۸     |
| ۱۳۲۷۸ | Grotecloss       | ۱۷ اوت ۱۹۹۸     |
| ۱۳۲۷۹ | Gutman           | ۱۷ اوت ۱۹۹۸     |
| ۱۳۲۸۰ | Christihaas      | ۱۷ اوت ۱۹۹۸     |
| ۱۳۲۸۱ | Aliciahall       | ۱۷ اوت ۱۹۹۸     |
| ۱۳۲۸۲ | 1998 QQ49        | ۱۷ اوت ۱۹۹۸     |
| ۱۳۲۸۳ | Dahart           | ۱۷ اوت ۱۹۹۸     |
| ۱۳۲۸۴ | 1998 QB52        | ۱۷ اوت ۱۹۹۸     |
| ۱۳۲۸۵ | Stephicks        | ۱۷ اوت ۱۹۹۸     |
| ۱۳۲۸۶ | Adamchauvin      | ۲۰ اوت ۱۹۹۸     |
| ۱۳۲۸۷ | 1998 QW53        | ۲۹ اوت ۱۹۹۸     |
| ۱۳۲۸۸ | 1998 QV67        | ۲۴ اوت ۱۹۹۸     |
| ۱۳۲۸۹ | 1998 QK75        | ۲۴ اوت ۱۹۹۸     |
| ۱۳۲۹۰ | 1998 QN75        | ۲۴ اوت ۱۹۹۸     |
| ۱۳۲۹۱ | 1998 QH77        | ۲۴ اوت ۱۹۹۸     |
| ۱۳۲۹۲ | 1998 QT90        | ۲۸ اوت ۱۹۹۸     |
| ۱۳۲۹۳ | 1998 QO104       | ۲۶ اوت ۱۹۹۸     |
| ۱۳۲۹۴ | 1998 QO105       | ۲۵ اوت ۱۹۹۸     |
| ۱۳۲۹۴ | 1998 RE          | ۲ سپتامبر ۱۹۹۸  |
| ۱۳۲۹۴ | 1998 RV          | ۱۱ سپتامبر ۱۹۹۸ |
| ۱۳۲۹۴ | 1998 RX          | ۱۲ سپتامبر ۱۹۹۸ |
| ۱۳۲۹۸ | Namatjira        | ۱۵ سپتامبر ۱۹۹۸ |
| ۱۳۲۹۹ | 1998 RU15        | ۴ سپتامبر ۱۹۹۸  |
| ۱۳۳۰۰ | 1998 RF16        | ۱۴ سپتامبر ۱۹۹۸ |
| ۱۳۳۰۱ | 1998 RP19        | ۱۴ سپتامبر ۱۹۹۸ |
| ۱۳۳۰۲ | Kezmoh           | ۱۴ سپتامبر ۱۹۹۸ |
| ۱۳۳۰۳ | Asmitakumar      | ۱۴ سپتامبر ۱۹۹۸ |
| ۱۳۳۰۴ | 1998 RP47        | ۱۴ سپتامبر ۱۹۹۸ |
| ۱۳۳۰۵ | Danielang        | ۱۴ سپتامبر ۱۹۹۸ |
| ۱۳۳۰۶ | 1998 RT58        | ۱۴ سپتامبر ۱۹۹۸ |
| ۱۳۳۰۷ | 1998 RE59        | ۱۴ سپتامبر ۱۹۹۸ |
| ۱۳۳۰۸ | 1998 RL59        | ۱۴ سپتامبر ۱۹۹۸ |
| ۱۳۳۰۹ | 1998 RA60        | ۱۴ سپتامبر ۱۹۹۸ |
| ۱۳۳۱۰ | 1998 RX63        | ۱۴ سپتامبر ۱۹۹۸ |
| ۱۳۳۱۱ | 1998 RA68        | ۱۴ سپتامبر ۱۹۹۸ |
| ۱۳۳۱۲ | 1998 RK68        | ۱۴ سپتامبر ۱۹۹۸ |
| ۱۳۳۱۳ | 1998 RU68        | ۱۴ سپتامبر ۱۹۹۸ |
| ۱۳۳۱۴ | 1998 RH71        | ۱۴ سپتامبر ۱۹۹۸ |
| ۱۳۳۱۵ | Hilana           | ۱۴ سپتامبر ۱۹۹۸ |
| ۱۳۳۱۶ | Llano            | ۱۴ سپتامبر ۱۹۹۸ |
| ۱۳۳۱۷ | 1998 RQ77        | ۱۴ سپتامبر ۱۹۹۸ |
| ۱۳۳۱۸ | 1998 RV77        | ۱۴ سپتامبر ۱۹۹۸ |
| ۱۳۳۱۹ | Michaelmi        | ۱۴ سپتامبر ۱۹۹۸ |
| ۱۳۳۲۰ | Jessicamiles     | ۱۴ سپتامبر ۱۹۹۸ |
| ۱۳۳۲۱ | 1998 RC80        | ۱۴ سپتامبر ۱۹۹۸ |
| ۱۳۳۲۲ | 1998 RH80        | ۱۴ سپتامبر ۱۹۹۸ |
| ۱۳۳۲۲ | 1998 SQ          | ۱۶ سپتامبر ۱۹۹۸ |
| ۱۳۳۲۴ | 1998 SK2         | ۱۸ سپتامبر ۱۹۹۸ |
| ۱۳۳۲۵ | Valerienataf     | ۱۸ سپتامبر ۱۹۹۸ |
| ۱۳۳۲۶ | Ferri            | ۱۷ سپتامبر ۱۹۹۸ |
| ۱۳۳۲۷ | Reitsema         | ۱۷ سپتامبر ۱۹۹۸ |
| ۱۳۳۲۸ | Guetter          | ۱۷ سپتامبر ۱۹۹۸ |
| ۱۳۳۲۹ | Davidhardy       | ۲۰ سپتامبر ۱۹۹۸ |
| ۱۳۳۳۰ | Dondavis         | ۲۵ سپتامبر ۱۹۹۸ |
| ۱۳۳۳۱ | 1998 SU52        | ۳۰ سپتامبر ۱۹۹۸ |
| ۱۳۳۳۲ | Benkhoff         | ۱۷ سپتامبر ۱۹۹۸ |
| ۱۳۳۳۳ | Carsenty         | ۱۷ سپتامبر ۱۹۹۸ |
| ۱۳۳۳۴ | Tost             | ۱۷ سپتامبر ۱۹۹۸ |
| ۱۳۳۳۵ | Tobiaswolf       | ۱۷ سپتامبر ۱۹۹۸ |
| ۱۳۳۳۶ | 1998 SN114       | ۲۶ سپتامبر ۱۹۹۸ |
| ۱۳۳۳۷ | 1998 SZ114       | ۲۶ سپتامبر ۱۹۹۸ |
| ۱۳۳۳۸ | 1998 SK119       | ۲۶ سپتامبر ۱۹۹۸ |
| ۱۳۳۳۹ | 1998 SF123       | ۲۶ سپتامبر ۱۹۹۸ |
| ۱۳۳۴۰ | 1998 SM123       | ۲۶ سپتامبر ۱۹۹۸ |
| ۱۳۳۴۱ | 1998 ST123       | ۲۶ سپتامبر ۱۹۹۸ |
| ۱۳۳۴۲ | 1998 SF127       | ۲۶ سپتامبر ۱۹۹۸ |
| ۱۳۳۴۳ | 1998 SY127       | ۲۶ سپتامبر ۱۹۹۸ |
| ۱۳۳۴۴ | 1998 SD130       | ۲۶ سپتامبر ۱۹۹۸ |
| ۱۳۳۴۵ | 1998 SW132       | ۲۶ سپتامبر ۱۹۹۸ |
| ۱۳۳۴۶ | Danielmiller     | ۲۶ سپتامبر ۱۹۹۸ |
| ۱۳۳۴۷ | 1998 SF136       | ۲۶ سپتامبر ۱۹۹۸ |
| ۱۳۳۴۸ | 1998 SF138       | ۲۶ سپتامبر ۱۹۹۸ |
| ۱۳۳۴۹ | 1998 SD139       | ۲۶ سپتامبر ۱۹۹۸ |
| ۱۳۳۵۰ | Gmelin           | ۲۰ سپتامبر ۱۹۹۸ |
| ۱۳۳۵۱ | Zibeline         | ۲۰ سپتامبر ۱۹۹۸ |
| ۱۳۳۵۲ | Gyssens          | ۱۸ سپتامبر ۱۹۹۸ |
| ۱۳۳۵۳ | 1998 TU12        | ۱۳ اکتبر ۱۹۹۸   |
| ۱۳۳۵۴ | 1998 TO15        | ۱۵ اکتبر ۱۹۹۸   |
| ۱۳۳۵۵ | 1998 TP17        | ۱۴ اکتبر ۱۹۹۸   |
| ۱۳۳۵۶ | 1998 TX17        | ۱۴ اکتبر ۱۹۹۸   |
| ۱۳۳۵۷ | 1998 TE29        | ۱۵ اکتبر ۱۹۹۸   |
| ۱۳۳۵۸ | Revelle          | ۱۴ اکتبر ۱۹۹۸   |
| ۱۳۳۵۹ | 1998 UC4         | ۲۰ اکتبر ۱۹۹۸   |
| ۱۳۳۶۰ | 1998 UD8         | ۲۳ اکتبر ۱۹۹۸   |
| ۱۳۳۶۱ | 1998 UM8         | ۲۴ اکتبر ۱۹۹۸   |
| ۱۳۳۶۲ | 1998 UQ16        | ۲۶ اکتبر ۱۹۹۸   |
| ۱۳۳۶۳ | 1998 UR16        | ۲۶ اکتبر ۱۹۹۸   |
| ۱۳۳۶۴ | 1998 UK20        | ۲۰ اکتبر ۱۹۹۸   |
| ۱۳۳۶۵ | Tenzinyama       | ۲۶ اکتبر ۱۹۹۸   |
| ۱۳۳۶۶ | 1998 US24        | ۱۸ اکتبر ۱۹۹۸   |
| ۱۳۳۶۷ | Jiri             | ۱۸ اکتبر ۱۹۹۸   |
| ۱۳۳۶۸ | Wlodekofman      | ۱۸ اکتبر ۱۹۹۸   |
| ۱۳۳۶۹ | 1998 UF37        | ۲۸ اکتبر ۱۹۹۸   |
| ۱۳۳۷۰ | Juliusbreza      | ۷ نوامبر ۱۹۹۸   |
| ۱۳۳۷۱ | 1998 VH5         | ۸ نوامبر ۱۹۹۸   |
| ۱۳۳۷۲ | 1998 VU6         | ۱۲ نوامبر ۱۹۹۸  |
| ۱۳۳۷۳ | 1998 VL7         | ۱۰ نوامبر ۱۹۹۸  |
| ۱۳۳۷۴ | 1998 VT10        | ۱۰ نوامبر ۱۹۹۸  |
| ۱۳۳۷۵ | 1998 VH26        | ۱۰ نوامبر ۱۹۹۸  |
| ۱۳۳۷۶ | Dunphy           | ۱۵ نوامبر ۱۹۹۸  |
| ۱۳۳۷۷ | 1998 VN33        | ۱۵ نوامبر ۱۹۹۸  |
| ۱۳۳۷۸ | 1998 VF35        | ۱۲ نوامبر ۱۹۹۸  |
| ۱۳۳۷۹ | 1998 WX9         | ۱۸ نوامبر ۱۹۹۸  |
| ۱۳۳۸۰ | Yamamohammed     | ۲۱ نوامبر ۱۹۹۸  |
| ۱۳۳۸۱ | 1998 WJ17        | ۲۱ نوامبر ۱۹۹۸  |
| ۱۳۳۸۲ | 1998 XC4         | ۱۱ دسامبر ۱۹۹۸  |
| ۱۳۳۸۳ | 1998 XS31        | ۱۴ دسامبر ۱۹۹۸  |
| ۱۳۳۸۴ | 1998 XG79        | ۱۵ دسامبر ۱۹۹۸  |
| ۱۳۳۸۵ | 1998 XO79        | ۱۵ دسامبر ۱۹۹۸  |
| ۱۳۳۸۶ | 1998 XG80        | ۱۵ دسامبر ۱۹۹۸  |
| ۱۳۳۸۷ | Irus             | ۲۲ دسامبر ۱۹۹۸  |
| ۱۳۳۸۸ | 1999 AE6         | ۸ ژانویه ۱۹۹۹   |
| ۱۳۳۸۹ | Stacey           | ۱۰ ژانویه ۱۹۹۹  |
| ۱۳۳۹۰ | Bouska           | ۱۸ مارس ۱۹۹۹    |
| ۱۳۳۹۱ | 1999 JF37        | ۱۰ مه ۱۹۹۹      |
| ۱۳۳۹۲ | 1999 KK15        | ۲۰ مه ۱۹۹۹      |
| ۱۳۳۹۳ | 1999 ND9         | ۱۳ ژوئیه ۱۹۹۹   |
| ۱۳۳۹۴ | 1999 RL31        | ۹ سپتامبر ۱۹۹۹  |
| ۱۳۳۹۵ | Deconihout       | ۱۰ سپتامبر ۱۹۹۹ |
| ۱۳۳۹۶ | Midavaine        | ۱۱ سپتامبر ۱۹۹۹ |
| ۱۳۳۹۷ | 1999 RF47        | ۷ سپتامبر ۱۹۹۹  |
| ۱۳۳۹۸ | 1999 RF62        | ۷ سپتامبر ۱۹۹۹  |
| ۱۳۳۹۹ | 1999 RJ88        | ۷ سپتامبر ۱۹۹۹  |
| ۱۳۴۰۰ | 1999 RC94        | ۷ سپتامبر ۱۹۹۹  |
| ۱۳۴۰۱ | 1999 RA133       | ۹ سپتامبر ۱۹۹۹  |
| ۱۳۴۰۲ | 1999 RV165       | ۹ سپتامبر ۱۹۹۹  |
| ۱۳۴۰۳ | Sarahmousa       | ۹ سپتامبر ۱۹۹۹  |
| ۱۳۴۰۴ | Norris           | ۹ سپتامبر ۱۹۹۹  |
| ۱۳۴۰۵ | Dorisbillings    | ۲۱ سپتامبر ۱۹۹۹ |
| ۱۳۴۰۶ | Sekora           | ۲ اکتبر ۱۹۹۹    |
| ۱۳۴۰۷ | 1999 TF4         | ۴ اکتبر ۱۹۹۹    |
| ۱۳۴۰۸ | Deadoklestic     | ۱۰ اکتبر ۱۹۹۹   |
| ۱۳۴۰۸ | 1999 US          | ۱۶ اکتبر ۱۹۹۹   |
| ۱۳۴۱۰ | 1999 UX5         | ۲۹ اکتبر ۱۹۹۹   |
| ۱۳۴۱۱ | OLRAP            | ۳۱ اکتبر ۱۹۹۹   |
| ۱۳۴۱۲ | 1999 UJ8         | ۲۹ اکتبر ۱۹۹۹   |
| ۱۳۴۱۳ | 1999 UF9         | ۲۹ اکتبر ۱۹۹۹   |
| ۱۳۴۱۴ | 1999 UN25        | ۲۹ اکتبر ۱۹۹۹   |
| ۱۳۴۱۵ | 1999 UT25        | ۲۹ اکتبر ۱۹۹۹   |
| ۱۳۴۱۶ | 1999 UX25        | ۳۰ اکتبر ۱۹۹۹   |
| ۱۳۴۱۷ | 1999 VH6         | ۵ نوامبر ۱۹۹۹   |
| ۱۳۴۱۸ | 1999 VO9         | ۸ نوامبر ۱۹۹۹   |
| ۱۳۴۱۹ | 1999 VJ10        | ۹ نوامبر ۱۹۹۹   |
| ۱۳۴۲۰ | 1999 VN10        | ۹ نوامبر ۱۹۹۹   |
| ۱۳۴۲۱ | Holvorcem        | ۱۱ نوامبر ۱۹۹۹  |
| ۱۳۴۲۲ | 1999 VM19        | ۱۰ نوامبر ۱۹۹۹  |
| ۱۳۴۲۳ | Bobwoolley       | ۱۳ نوامبر ۱۹۹۹  |
| ۱۳۴۲۴ | Margalida        | ۸ نوامبر ۱۹۹۹   |
| ۱۳۴۲۵ | Waynebrown       | ۱۵ نوامبر ۱۹۹۹  |
| ۱۳۴۲۶ | 1999 VA25        | ۱۳ نوامبر ۱۹۹۹  |
| ۱۳۴۲۷ | 1999 VM25        | ۱۳ نوامبر ۱۹۹۹  |
| ۱۳۴۲۸ | 1999 VC35        | ۳ نوامبر ۱۹۹۹   |
| ۱۳۴۲۹ | 1999 VM35        | ۳ نوامبر ۱۹۹۹   |
| ۱۳۴۳۰ | 1999 VM36        | ۳ نوامبر ۱۹۹۹   |
| ۱۳۴۳۱ | 1999 VB37        | ۳ نوامبر ۱۹۹۹   |
| ۱۳۴۳۲ | 1999 VW49        | ۳ نوامبر ۱۹۹۹   |
| ۱۳۴۳۳ | Phelps           | ۳ نوامبر ۱۹۹۹   |
| ۱۳۴۳۴ | Adamquade        | ۴ نوامبر ۱۹۹۹   |
| ۱۳۴۳۵ | Rohret           | ۴ نوامبر ۱۹۹۹   |
| ۱۳۴۳۶ | Enid             | ۱۷ نوامبر ۱۹۹۹  |
| ۱۳۴۳۷ | Wellton-Persson  | ۲۸ نوامبر ۱۹۹۹  |
| ۱۳۴۳۸ | Marthanalexander | ۷ دسامبر ۱۹۹۹   |
| ۱۳۴۳۸ | 2072 P-L         | ۲۴ سپتامبر ۱۹۶۰ |
| ۱۳۴۳۸ | 2095 P-L         | ۲۴ سپتامبر ۱۹۶۰ |
| ۱۳۴۳۸ | 2098 P-L         | ۲۴ سپتامبر ۱۹۶۰ |
| ۱۳۴۳۸ | 2646 P-L         | ۲۴ سپتامبر ۱۹۶۰ |
| ۱۳۴۳۸ | 2785 P-L         | ۲۶ سپتامبر ۱۹۶۰ |
| ۱۳۴۳۸ | 3040 P-L         | ۲۴ سپتامبر ۱۹۶۰ |
| ۱۳۴۳۸ | 3063 P-L         | ۲۴ سپتامبر ۱۹۶۰ |
| ۱۳۴۳۸ | 3087 P-L         | ۲۴ سپتامبر ۱۹۶۰ |
| ۱۳۴۳۸ | 4115 P-L         | ۲۴ سپتامبر ۱۹۶۰ |
| ۱۳۴۳۸ | 4526 P-L         | ۲۴ سپتامبر ۱۹۶۰ |
| ۱۳۴۳۸ | 4845 P-L         | ۲۴ سپتامبر ۱۹۶۰ |
| ۱۳۴۳۸ | 6077 P-L         | ۲۴ سپتامبر ۱۹۶۰ |
| ۱۳۴۳۸ | 6103 P-L         | ۲۴ سپتامبر ۱۹۶۰ |
| ۱۳۴۳۸ | 6513 P-L         | ۲۴ سپتامبر ۱۹۶۰ |
| ۱۳۴۳۸ | 6538 P-L         | ۲۴ سپتامبر ۱۹۶۰ |
| ۱۳۴۳۸ | 6594 P-L         | ۲۴ سپتامبر ۱۹۶۰ |
| ۱۳۴۳۸ | 6626 P-L         | ۲۴ سپتامبر ۱۹۶۰ |
| ۱۳۴۳۸ | 6640 P-L         | ۲۶ سپتامبر ۱۹۶۰ |
| ۱۳۴۳۸ | 6761 P-L         | ۲۴ سپتامبر ۱۹۶۰ |
| ۱۳۴۵۸ | 4214 T-1         | ۲۶ مارس ۱۹۷۱    |
| ۱۳۴۵۹ | 4235 T-1         | ۲۶ مارس ۱۹۷۱    |
| ۱۳۴۶۰ | 1083 T-2         | ۲۹ سپتامبر ۱۹۷۳ |
| ۱۳۴۶۱ | 1607 T-2         | ۲۴ سپتامبر ۱۹۷۳ |
| ۱۳۴۶۲ | 2076 T-2         | ۲۹ سپتامبر ۱۹۷۳ |
| ۱۳۴۶۳ | Antiphos         | ۲۵ سپتامبر ۱۹۷۳ |
| ۱۳۴۶۴ | 1036 T-3         | ۱۷ اکتبر ۱۹۷۷   |
| ۱۳۴۶۵ | 1194 T-3         | ۱۷ اکتبر ۱۹۷۷   |
| ۱۳۴۶۶ | 2349 T-3         | ۱۶ اکتبر ۱۹۷۷   |
| ۱۳۴۶۷ | 2676 T-3         | ۱۱ اکتبر ۱۹۷۷   |
| ۱۳۴۶۸ | 3378 T-3         | ۱۶ اکتبر ۱۹۷۷   |
| ۱۳۴۶۹ | 3424 T-3         | ۱۶ اکتبر ۱۹۷۷   |
| ۱۳۴۷۰ | 3517 T-3         | ۱۶ اکتبر ۱۹۷۷   |
| ۱۳۴۷۱ | 4046 T-3         | ۱۶ اکتبر ۱۹۷۷   |
| ۱۳۴۷۲ | 4064 T-3         | ۱۶ اکتبر ۱۹۷۷   |
| ۱۳۴۷۳ | Hokema           | ۷ آوریل ۱۹۵۳    |
| ۱۳۴۷۴ | Vʹyus            | ۲۹ اوت ۱۹۷۳     |
| ۱۳۴۷۵ | Orestes          | ۱۹ سپتامبر ۱۹۷۳ |
| ۱۳۴۷۵ | 1974 QF          | ۱۶ اوت ۱۹۷۴     |
| ۱۳۴۷۷ | Utkin            | ۵ نوامبر ۱۹۷۵   |
| ۱۳۴۷۸ | Fraunhofer       | ۲۷ فوریه ۱۹۷۶   |
| ۱۳۴۷۹ | Vet              | ۸ اکتبر ۱۹۷۷    |
| ۱۳۴۸۰ | Potapov          | ۹ اوت ۱۹۷۸      |
| ۱۳۴۸۱ | 1978 VM11        | ۶ نوامبر ۱۹۷۸   |
| ۱۳۴۸۲ | Igorfedorov      | ۲۵ آوریل ۱۹۷۹   |
| ۱۳۴۸۲ | 1980 SF          | ۱۶ سپتامبر ۱۹۸۰ |
| ۱۳۴۸۴ | 1981 EA16        | ۱ مارس ۱۹۸۱     |
| ۱۳۴۸۵ | 1981 QJ3         | ۲۵ اوت ۱۹۸۱     |
| ۱۳۴۸۶ | 1981 UT29        | ۲۴ اکتبر ۱۹۸۱   |
| ۱۳۴۸۶ | 1981 VN          | ۲ نوامبر ۱۹۸۱   |
| ۱۳۴۸۸ | Savanov          | ۱۴ اکتبر ۱۹۸۲   |
| ۱۳۴۸۹ | Dmitrienko       | ۲۰ اکتبر ۱۹۸۲   |
| ۱۳۴۹۰ | 1984 BZ6         | ۲۶ ژانویه ۱۹۸۴  |
| ۱۳۴۹۱ | 1984 UJ1         | ۲۸ اکتبر ۱۹۸۴   |
| ۱۳۴۹۲ | Vitalijzakharov  | ۲۷ دسامبر ۱۹۸۴  |
| ۱۳۴۹۳ | Lockwood         | ۱۴ اوت ۱۹۸۵     |
| ۱۳۴۹۳ | 1985 RT          | ۱۴ سپتامبر ۱۹۸۵ |
| ۱۳۴۹۵ | 1985 RD3         | ۶ سپتامبر ۱۹۸۵  |
| ۱۳۴۹۶ | 1985 RF3         | ۶ سپتامبر ۱۹۸۵  |
| ۱۳۴۹۷ | Ronstone         | ۵ مارس ۱۹۸۶     |
| ۱۳۴۹۷ | 1986 PX          | ۶ اوت ۱۹۸۶      |
| ۱۳۴۹۹ | Steinberg        | ۱ اکتبر ۱۹۸۶    |
| ۱۳۵۰۰ | Viscardy         | ۶ اوت ۱۹۸۷      |
| ۱۳۵۰۰ | 1987 VR          | ۱۵ نوامبر ۱۹۸۷  |
| ۱۳۵۰۰ | 1987 WD          | ۱۷ نوامبر ۱۹۸۷  |
| ۱۳۵۰۳ | 1988 RH6         | ۶ سپتامبر ۱۹۸۸  |
| ۱۳۵۰۴ | 1988 RV12        | ۱۴ سپتامبر ۱۹۸۸ |
| ۱۳۵۰۵ | 1989 AB3         | ۴ ژانویه ۱۹۸۹   |
| ۱۳۵۰۶ | 1989 AF3         | ۴ ژانویه ۱۹۸۹   |
| ۱۳۵۰۷ | 1989 AN5         | ۴ ژانویه ۱۹۸۹   |
| ۱۳۵۰۷ | 1989 DC          | ۲۷ فوریه ۱۹۸۹   |
| ۱۳۵۰۹ | 1989 GU3         | ۴ آوریل ۱۹۸۹    |
| ۱۳۵۰۹ | 1989 OL          | ۲۹ ژوئیه ۱۹۸۹   |
| ۱۳۵۱۱ | 1989 RD1         | ۵ سپتامبر ۱۹۸۹  |
| ۱۳۵۱۲ | 1989 TH1         | ۸ اکتبر ۱۹۸۹    |
| ۱۳۵۱۳ | 1990 EL2         | ۲ مارس ۱۹۹۰     |
| ۱۳۵۱۳ | 1990 MR          | ۱۸ ژوئن ۱۹۹۰    |
| ۱۳۵۱۵ | 1990 SG12        | ۱۹ سپتامبر ۱۹۹۰ |
| ۱۳۵۱۶ | 1990 UO1         | ۲۰ اکتبر ۱۹۹۰   |
| ۱۳۵۱۷ | 1990 UU1         | ۲۰ اکتبر ۱۹۹۰   |
| ۱۳۵۱۸ | 1990 VL1         | ۱۲ نوامبر ۱۹۹۰  |
| ۱۳۵۱۹ | 1990 VM3         | ۱۵ نوامبر ۱۹۹۰  |
| ۱۳۵۲۰ | Felicienrops     | ۱۵ نوامبر ۱۹۹۰  |
| ۱۳۵۲۰ | 1991 BK          | ۱۹ ژانویه ۱۹۹۱  |
| ۱۳۵۲۰ | 1991 FG          | ۱۸ مارس ۱۹۹۱    |
| ۱۳۵۲۳ | 1991 LU1         | ۶ ژوئن ۱۹۹۱     |
| ۱۳۵۲۳ | 1991 OO          | ۱۸ ژوئیه ۱۹۹۱   |
| ۱۳۵۲۵ | 1991 PG3         | ۲ اوت ۱۹۹۱      |
| ۱۳۵۲۶ | 1991 PQ5         | ۳ اوت ۱۹۹۱      |
| ۱۳۵۲۷ | 1991 PJ15        | ۷ اوت ۱۹۹۱      |
| ۱۳۵۲۸ | 1991 PM16        | ۷ اوت ۱۹۹۱      |
| ۱۳۵۲۹ | 1991 RE1         | ۱ سپتامبر ۱۹۹۱  |
| ۱۳۵۳۰ | Ninnemann        | ۹ سپتامبر ۱۹۹۱  |
| ۱۳۵۳۱ | Weizsacker       | ۱۳ سپتامبر ۱۹۹۱ |
| ۱۳۵۳۲ | 1991 RY8         | ۱۱ سپتامبر ۱۹۹۱ |
| ۱۳۵۳۳ | Junili           | ۴ سپتامبر ۱۹۹۱  |
| ۱۳۵۳۴ | 1991 RZ11        | ۴ سپتامبر ۱۹۹۱  |
| ۱۳۵۳۵ | 1991 RS13        | ۱۳ سپتامبر ۱۹۹۱ |
| ۱۳۵۳۶ | 1991 RA15        | ۱۵ سپتامبر ۱۹۹۱ |
| ۱۳۵۳۶ | 1991 SG          | ۲۹ سپتامبر ۱۹۹۱ |
| ۱۳۵۳۶ | 1991 ST          | ۳۰ سپتامبر ۱۹۹۱ |
| ۱۳۵۳۶ | 1991 TY          | ۲ اکتبر ۱۹۹۱    |
| ۱۳۵۴۰ | Kazukitakahashi  | ۲۹ اکتبر ۱۹۹۱   |
| ۱۳۵۴۱ | 1991 VP3         | ۴ نوامبر ۱۹۹۱   |
| ۱۳۵۴۲ | 1991 VC5         | ۱۰ نوامبر ۱۹۹۱  |
| ۱۳۵۴۳ | Butler           | ۲ ژانویه ۱۹۹۲   |
| ۱۳۵۴۴ | 1992 DU5         | ۲۹ فوریه ۱۹۹۲   |
| ۱۳۵۴۵ | 1992 DZ5         | ۲۹ فوریه ۱۹۹۲   |
| ۱۳۵۴۶ | 1992 DF8         | ۲۹ فوریه ۱۹۹۲   |
| ۱۳۵۴۷ | 1992 DJ8         | ۲۹ فوریه ۱۹۹۲   |
| ۱۳۵۴۸ | 1992 ER1         | ۸ مارس ۱۹۹۲     |
| ۱۳۵۴۹ | 1992 EW7         | ۲ مارس ۱۹۹۲     |
| ۱۳۵۵۰ | 1992 EX9         | ۲ مارس ۱۹۹۲     |
| ۱۳۵۵۱ | Gadsden          | ۲۶ مارس ۱۹۹۲    |
| ۱۳۵۵۱ | 1992 GA          | ۴ آوریل ۱۹۹۲    |
| ۱۳۵۵۱ | 1992 JE          | ۲ مه ۱۹۹۲       |
| ۱۳۵۵۴ | 1992 JL1         | ۸ مه ۱۹۹۲       |
| ۱۳۵۵۵ | 1992 JB2         | ۲ مه ۱۹۹۲       |
| ۱۳۵۵۶ | 1992 OY7         | ۲۱ ژوئیه ۱۹۹۲   |
| ۱۳۵۵۷ | Lievetruwant     | ۲۴ ژوئیه ۱۹۹۲   |
| ۱۳۵۵۸ | 1992 PR6         | ۵ اوت ۱۹۹۲      |
| ۱۳۵۵۹ | Werth            | ۴ سپتامبر ۱۹۹۲  |
| ۱۳۵۵۹ | Werth            | RX۶             |
| ۱۳۵۶۱ | Kudogou          | ۲۳ سپتامبر ۱۹۹۲ |
| ۱۳۵۶۲ | Bobeggleton      | ۲۸ سپتامبر ۱۹۹۲ |
| ۱۳۵۶۲ | 1992 UW          | ۲۱ اکتبر ۱۹۹۲   |
| ۱۳۵۶۴ | 1992 UH1         | ۱۹ اکتبر ۱۹۹۲   |
| ۱۳۵۶۵ | Yotakanashi      | ۲۸ اکتبر ۱۹۹۲   |
| ۱۳۵۶۶ | 1992 UM9         | ۱۹ اکتبر ۱۹۹۲   |
| ۱۳۵۶۷ | Urabe            | ۱۶ نوامبر ۱۹۹۲  |
| ۱۳۵۶۸ | 1992 WL3         | ۲۱ نوامبر ۱۹۹۲  |
| ۱۳۵۶۹ | Oshu             | ۴ مارس ۱۹۹۳     |
| ۱۳۵۷۰ | 1993 FH7         | ۱۷ مارس ۱۹۹۳    |
| ۱۳۵۷۱ | 1993 FT7         | ۱۷ مارس ۱۹۹۳    |
| ۱۳۵۷۲ | 1993 FS12        | ۱۷ مارس ۱۹۹۳    |
| ۱۳۵۷۳ | 1993 FZ18        | ۱۷ مارس ۱۹۹۳    |
| ۱۳۵۷۴ | 1993 FX79        | ۲۱ مارس ۱۹۹۳    |
| ۱۳۵۷۴ | 1993 GN          | ۱۴ آوریل ۱۹۹۳   |
| ۱۳۵۷۶ | Gotoyoshi        | ۱۶ آوریل ۱۹۹۳   |
| ۱۳۵۷۷ | Ukawa            | ۱۶ آوریل ۱۹۹۳   |
| ۱۳۵۷۷ | 1993 MK          | ۱۷ ژوئن ۱۹۹۳    |
| ۱۳۵۷۹ | Allodd           | ۱۲ ژوئیه ۱۹۹۳   |
| ۱۳۵۸۰ | 1993 OQ5         | ۲۰ ژوئیه ۱۹۹۳   |
| ۱۳۵۸۱ | 1993 QX4         | ۱۹ اوت ۱۹۹۳     |
| ۱۳۵۸۲ | Tominari         | ۱۵ اکتبر ۱۹۹۳   |
| ۱۳۵۸۳ | Bosret           | ۹ اکتبر ۱۹۹۳    |
| ۱۳۵۸۴ | 1993 TH19        | ۹ اکتبر ۱۹۹۳    |
| ۱۳۵۸۵ | 1993 TC20        | ۹ اکتبر ۱۹۹۳    |
| ۱۳۵۸۶ | 1993 TY22        | ۹ اکتبر ۱۹۹۳    |
| ۱۳۵۸۷ | 1993 TQ29        | ۹ اکتبر ۱۹۹۳    |
| ۱۳۵۸۸ | 1993 TU38        | ۹ اکتبر ۱۹۹۳    |
| ۱۳۵۸۸ | 1993 XM          | ۸ دسامبر ۱۹۹۳   |
| ۱۳۵۹۰ | 1994 AC3         | ۱۴ ژانویه ۱۹۹۴  |
| ۱۳۵۹۱ | 1994 BC1         | ۱۶ ژانویه ۱۹۹۴  |
| ۱۳۵۹۱ | 1994 JU          | ۸ مه ۱۹۹۴       |
| ۱۳۵۹۳ | 1994 NF1         | ۴ ژوئیه ۱۹۹۴    |
| ۱۳۵۹۴ | 1994 PC2         | ۹ اوت ۱۹۹۴      |
| ۱۳۵۹۵ | 1994 PL3         | ۱۰ اوت ۱۹۹۴     |
| ۱۳۵۹۶ | 1994 PD18        | ۱۰ اوت ۱۹۹۴     |
| ۱۳۵۹۷ | 1994 PH18        | ۱۲ اوت ۱۹۹۴     |
| ۱۳۵۹۸ | 1994 PY19        | ۱۲ اوت ۱۹۹۴     |
| ۱۳۵۹۹ | 1994 PM21        | ۱۲ اوت ۱۹۹۴     |
| ۱۳۶۰۰ | 1994 PL26        | ۱۲ اوت ۱۹۹۴     |
| ۱۳۶۰۱ | 1994 PU29        | ۱۲ اوت ۱۹۹۴     |
| ۱۳۶۰۲ | 1994 PB36        | ۱۰ اوت ۱۹۹۴     |
| ۱۳۶۰۳ | 1994 PV37        | ۱۰ اوت ۱۹۹۴     |
| ۱۳۶۰۴ | 1994 PA39        | ۱۰ اوت ۱۹۹۴     |
| ۱۳۶۰۵ | Nakamuraminoru   | ۱ سپتامبر ۱۹۹۴  |
| ۱۳۶۰۶ | Bean             | ۱۱ سپتامبر ۱۹۹۴ |
| ۱۳۶۰۷ | Vicars           | ۲۹ سپتامبر ۱۹۹۴ |
| ۱۳۶۰۸ | Andosatoru       | ۲ اکتبر ۱۹۹۴    |
| ۱۳۶۰۹ | Lewicki          | ۱۰ اکتبر ۱۹۹۴   |
| ۱۳۶۱۰ | Lilienthal       | ۵ اکتبر ۱۹۹۴    |
| ۱۳۶۱۱ | 1994 UM1         | ۲۵ اکتبر ۱۹۹۴   |
| ۱۳۶۱۲ | 1994 UQ1         | ۲۵ اکتبر ۱۹۹۴   |
| ۱۳۶۱۳ | 1994 UA3         | ۲۶ اکتبر ۱۹۹۴   |
| ۱۳۶۱۴ | 1994 VF2         | ۸ نوامبر ۱۹۹۴   |
| ۱۳۶۱۵ | Manulis          | ۲۸ نوامبر ۱۹۹۴  |
| ۱۳۶۱۶ | 1994 XQ4         | ۷ دسامبر ۱۹۹۴   |
| ۱۳۶۱۷ | 1994 YA2         | ۲۹ دسامبر ۱۹۹۴  |
| ۱۳۶۱۸ | 1995 BF2         | ۳۰ ژانویه ۱۹۹۵  |
| ۱۳۶۱۹ | 1995 DN1         | ۲۲ فوریه ۱۹۹۵   |
| ۱۳۶۲۰ | Moynahan         | ۲۳ مارس ۱۹۹۵    |
| ۱۳۶۲۱ | 1995 GC7         | ۱ آوریل ۱۹۹۵    |
| ۱۳۶۲۲ | McArthur         | ۲۶ آوریل ۱۹۹۵   |
| ۱۳۶۲۲ | 1995 TD          | ۳ اکتبر ۱۹۹۵    |
| ۱۳۶۲۴ | Abeosamu         | ۱۷ اکتبر ۱۹۹۵   |
| ۱۳۶۲۵ | 1995 UP3         | ۲۰ اکتبر ۱۹۹۵   |
| ۱۳۶۲۶ | 1995 UD4         | ۲۰ اکتبر ۱۹۹۵   |
| ۱۳۶۲۷ | 1995 VP1         | ۱۵ نوامبر ۱۹۹۵  |
| ۱۳۶۲۷ | 1995 WE          | ۱۶ نوامبر ۱۹۹۵  |
| ۱۳۶۲۹ | 1995 WD2         | ۱۸ نوامبر ۱۹۹۵  |
| ۱۳۶۳۰ | 1995 WO3         | ۲۱ نوامبر ۱۹۹۵  |
| ۱۳۶۳۱ | 1995 WL5         | ۲۴ نوامبر ۱۹۹۵  |
| ۱۳۶۳۲ | 1995 WP8         | ۱۸ نوامبر ۱۹۹۵  |
| ۱۳۶۳۳ | Ivens            | ۱۷ نوامبر ۱۹۹۵  |
| ۱۳۶۳۴ | 1995 WY41        | ۱۶ نوامبر ۱۹۹۵  |
| ۱۳۶۳۵ | 1995 WA42        | ۲۲ نوامبر ۱۹۹۵  |
| ۱۳۶۳۶ | 1995 YS2         | ۲۲ دسامبر ۱۹۹۵  |
| ۱۳۶۳۷ | 1995 YO3         | ۲۷ دسامبر ۱۹۹۵  |
| ۱۳۶۳۸ | Fiorenza         | ۱۴ فوریه ۱۹۹۶   |
| ۱۳۶۳۹ | 1996 EG2         | ۱۰ مارس ۱۹۹۶    |
| ۱۳۶۴۰ | 1996 GV1         | ۱۲ آوریل ۱۹۹۶   |
| ۱۳۶۴۰ | 1996             | GM۲۰            |
| ۱۳۶۴۲ | Ricci            | ۱۹ آوریل ۱۹۹۶   |
| ۱۳۶۴۳ | Takushi          | ۲۱ آوریل ۱۹۹۶   |
| ۱۳۶۴۴ | 1996 HR10        | ۱۷ آوریل ۱۹۹۶   |
| ۱۳۶۴۵ | 1996 HF11        | ۱۷ آوریل ۱۹۹۶   |
| ۱۳۶۴۶ | 1996 HC12        | ۱۷ آوریل ۱۹۹۶   |
| ۱۳۶۴۷ | Rey              | ۲۰ آوریل ۱۹۹۶   |
| ۱۳۶۴۸ | 1996 JJ1         | ۱۵ مه ۱۹۹۶      |
| ۱۳۶۴۹ | 1996 PM4         | ۱۲ اوت ۱۹۹۶     |
| ۱۳۶۵۰ | 1996 TN49        | ۴ اکتبر ۱۹۹۶    |
| ۱۳۶۵۰ | 1997 BR          | ۲۰ ژانویه ۱۹۹۷  |
| ۱۳۶۵۲ | Elowitz          | ۳۱ ژانویه ۱۹۹۷  |
| ۱۳۶۵۳ | Priscus          | ۹ فوریه ۱۹۹۷    |
| ۱۳۶۵۴ | 1997 CV21        | ۹ فوریه ۱۹۹۷    |
| ۱۳۶۵۵ | 1997 ER2         | ۴ مارس ۱۹۹۷     |
| ۱۳۶۵۶ | 1997 EX45        | ۱۵ مارس ۱۹۹۷    |
| ۱۳۶۵۷ | 1997 EB54        | ۸ مارس ۱۹۹۷     |
| ۱۳۶۵۸ | Sylvester        | ۱۸ مارس ۱۹۹۷    |
| ۱۳۶۵۹ | 1997 FH4         | ۳۱ مارس ۱۹۹۷    |
| ۱۳۶۶۰ | 1997 GE8         | ۲ آوریل ۱۹۹۷    |
| ۱۳۶۶۱ | 1997 GH8         | ۲ آوریل ۱۹۹۷    |
| ۱۳۶۶۲ | 1997 GL11        | ۳ آوریل ۱۹۹۷    |
| ۱۳۶۶۳ | 1997 GA14        | ۳ آوریل ۱۹۹۷    |
| ۱۳۶۶۴ | 1997 GE17        | ۳ آوریل ۱۹۹۷    |
| ۱۳۶۶۵ | 1997 GK17        | ۳ آوریل ۱۹۹۷    |
| ۱۳۶۶۶ | 1997 GX22        | ۶ آوریل ۱۹۹۷    |
| ۱۳۶۶۷ | Samthurman       | ۵ آوریل ۱۹۹۷    |
| ۱۳۶۶۸ | Tanner           | ۲۸ آوریل ۱۹۹۷   |
| ۱۳۶۶۹ | 1997 JS14        | ۳ مه ۱۹۹۷       |
| ۱۳۶۷۰ | 1997 JD15        | ۳ مه ۱۹۹۷       |
| ۱۳۶۷۱ | 1997 JH18        | ۳ مه ۱۹۹۷       |
| ۱۳۶۷۲ | Tarski           | ۳۰ مه ۱۹۹۷      |
| ۱۳۶۷۳ | Urysohn          | ۱ ژوئن ۱۹۹۷     |
| ۱۳۶۷۴ | Bourge           | ۳۰ ژوئن ۱۹۹۷    |
| ۱۳۶۷۵ | 1997 MZ2         | ۲۸ ژوئن ۱۹۹۷    |
| ۱۳۶۷۶ | 1997 MA4         | ۲۸ ژوئن ۱۹۹۷    |
| ۱۳۶۷۷ | Alvin            | ۲ ژوئیه ۱۹۹۷    |
| ۱۳۶۷۸ | Shimada          | ۶ ژوئیه ۱۹۹۷    |
| ۱۳۶۷۹ | Shinanogawa      | ۲۹ ژوئیه ۱۹۹۷   |
| ۱۳۶۷۹ | 1997 PY          | ۴ اوت ۱۹۹۷      |
| ۱۳۶۷۹ | Shinanogawa      | PY۱             |
| ۱۳۶۸۲ | Pressberger      | ۱۰ اوت ۱۹۹۷     |
| ۱۳۶۸۳ | 1997 PV3         | ۸ اوت ۱۹۹۷      |
| ۱۳۶۸۴ | Borbona          | ۲۷ اوت ۱۹۹۷     |
| ۱۳۶۸۵ | 1997 QG4         | ۲۷ اوت ۱۹۹۷     |
| ۱۳۶۸۶ | 1997 QS4         | ۳۰ اوت ۱۹۹۷     |
| ۱۳۶۸۷ | 1997 RB7         | ۷ سپتامبر ۱۹۹۷  |
| ۱۳۶۸۸ | Oklahoma         | ۹ سپتامبر ۱۹۹۷  |
| ۱۳۶۸۹ | Succi            | ۹ سپتامبر ۱۹۹۷  |
| ۱۳۶۹۰ | Lesleymartin     | ۸ سپتامبر ۱۹۹۷  |
| ۱۳۶۹۱ | Akie             | ۳۰ سپتامبر ۱۹۹۷ |
| ۱۳۶۹۲ | 1997 SW30        | ۲۷ سپتامبر ۱۹۹۷ |
| ۱۳۶۹۳ | Bondar           | ۴ اکتبر ۱۹۹۷    |
| ۱۳۶۹۴ | 1997 WW7         | ۲۳ نوامبر ۱۹۹۷  |
| ۱۳۶۹۵ | 1998 FO52        | ۲۰ مارس ۱۹۹۸    |
| ۱۳۶۹۶ | 1998 HU43        | ۲۰ آوریل ۱۹۹۸   |
| ۱۳۶۹۷ | 1998 HJ133       | ۱۹ آوریل ۱۹۹۸   |
| ۱۳۶۹۸ | 1998 KF35        | ۲۲ مه ۱۹۹۸      |
| ۱۳۶۹۹ | Nickthomas       | ۱۸ ژوئن ۱۹۹۸    |
| ۱۳۷۰۰ | Connors          | ۲۶ ژوئن ۱۹۹۸    |
| ۱۳۷۰۱ | Roquebrune       | ۲۰ ژوئیه ۱۹۹۸   |
| ۱۳۷۰۲ | 1998 OE7         | ۲۸ ژوئیه ۱۹۹۸   |
| ۱۳۷۰۳ | 1998 OR13        | ۲۶ ژوئیه ۱۹۹۸   |
| ۱۳۷۰۴ | Aletesi          | ۱۳ اوت ۱۹۹۸     |
| ۱۳۷۰۵ | Llapasset        | ۱۹ اوت ۱۹۹۸     |
| ۱۳۷۰۶ | 1998 QF3         | ۱۷ اوت ۱۹۹۸     |
| ۱۳۷۰۷ | 1998 QS9         | ۱۷ اوت ۱۹۹۸     |
| ۱۳۷۰۸ | 1998 QU9         | ۱۷ اوت ۱۹۹۸     |
| ۱۳۷۰۹ | 1998 QE13        | ۱۷ اوت ۱۹۹۸     |
| ۱۳۷۱۰ | Shridhar         | ۱۷ اوت ۱۹۹۸     |
| ۱۳۷۱۱ | 1998 QB26        | ۲۵ اوت ۱۹۹۸     |
| ۱۳۷۱۲ | 1998 QL30        | ۲۳ اوت ۱۹۹۸     |
| ۱۳۷۱۳ | 1998 QN30        | ۲۳ اوت ۱۹۹۸     |
| ۱۳۷۱۴ | Stainbrook       | ۱۷ اوت ۱۹۹۸     |
| ۱۳۷۱۵ | Steed            | ۱۷ اوت ۱۹۹۸     |
| ۱۳۷۱۶ | Trevino          | ۱۷ اوت ۱۹۹۸     |
| ۱۳۷۱۷ | Vencill          | ۱۷ اوت ۱۹۹۸     |
| ۱۳۷۱۸ | Welcker          | ۱۷ اوت ۱۹۹۸     |
| ۱۳۷۱۹ | 1998 QU45        | ۱۷ اوت ۱۹۹۸     |
| ۱۳۷۲۰ | 1998 QU50        | ۱۷ اوت ۱۹۹۸     |
| ۱۳۷۲۱ | Kevinwelsh       | ۱۷ اوت ۱۹۹۸     |
| ۱۳۷۲۲ | Campobagatin     | ۲۷ اوت ۱۹۹۸     |
| ۱۳۷۲۳ | Kolokolova       | ۲۷ اوت ۱۹۹۸     |
| ۱۳۷۲۴ | Schwehm          | ۲۷ اوت ۱۹۹۸     |
| ۱۳۷۲۵ | 1998 QY55        | ۲۹ اوت ۱۹۹۸     |
| ۱۳۷۲۶ | 1998 QV89        | ۲۴ اوت ۱۹۹۸     |
| ۱۳۷۲۷ | 1998 QU90        | ۲۸ اوت ۱۹۹۸     |
| ۱۳۷۲۸ | 1998 QC98        | ۲۸ اوت ۱۹۹۸     |
| ۱۳۷۲۹ | Nicolewen        | ۱۴ سپتامبر ۱۹۹۸ |
| ۱۳۷۳۰ | Willis           | ۱۴ سپتامبر ۱۹۹۸ |
| ۱۳۷۳۱ | 1998 RG49        | ۱۴ سپتامبر ۱۹۹۸ |
| ۱۳۷۳۲ | Woodall          | ۱۴ سپتامبر ۱۹۹۸ |
| ۱۳۷۳۳ | Dylanyoung       | ۱۴ سپتامبر ۱۹۹۸ |
| ۱۳۷۳۴ | Buklad           | ۱۴ سپتامبر ۱۹۹۸ |
| ۱۳۷۳۵ | 1998 RZ67        | ۱۴ سپتامبر ۱۹۹۸ |
| ۱۳۷۳۶ | 1998 RF71        | ۱۴ سپتامبر ۱۹۹۸ |
| ۱۳۷۳۷ | 1998 RU76        | ۱۴ سپتامبر ۱۹۹۸ |
| ۱۳۷۳۸ | 1998 SF1         | ۱۶ سپتامبر ۱۹۹۸ |
| ۱۳۷۳۹ | Nancyworden      | ۱۶ سپتامبر ۱۹۹۸ |
| ۱۳۷۴۰ | Lastrucci        | ۱۸ سپتامبر ۱۹۹۸ |
| ۱۳۷۴۱ | 1998 SH10        | ۱۷ سپتامبر ۱۹۹۸ |
| ۱۳۷۴۲ | 1998 SX22        | ۲۳ سپتامبر ۱۹۹۸ |
| ۱۳۷۴۳ | Rivkin           | ۱۷ سپتامبر ۱۹۹۸ |
| ۱۳۷۴۴ | Rickline         | ۲۲ سپتامبر ۱۹۹۸ |
| ۱۳۷۴۵ | Mikecosta        | ۲۸ سپتامبر ۱۹۹۸ |
| ۱۳۷۴۶ | 1998 SR43        | ۲۵ سپتامبر ۱۹۹۸ |
| ۱۳۷۴۷ | 1998 SS43        | ۲۵ سپتامبر ۱۹۹۸ |
| ۱۳۷۴۸ | Radaly           | ۲۵ سپتامبر ۱۹۹۸ |
| ۱۳۷۴۹ | 1998 SG49        | ۲۴ سپتامبر ۱۹۹۸ |
| ۱۳۷۵۰ | Mattdawson       | ۱۶ سپتامبر ۱۹۹۸ |
| ۱۳۷۵۱ | Joelparker       | ۱۶ سپتامبر ۱۹۹۸ |
| ۱۳۷۵۲ | Grantstokes      | ۱۷ سپتامبر ۱۹۹۸ |
| ۱۳۷۵۳ | Jennivirta       | ۱۷ سپتامبر ۱۹۹۸ |
| ۱۳۷۵۴ | 1998 SB63        | ۲۵ سپتامبر ۱۹۹۸ |
| ۱۳۷۵۵ | 1998 SR70        | ۲۱ سپتامبر ۱۹۹۸ |
| ۱۳۷۵۶ | 1998 ST72        | ۲۱ سپتامبر ۱۹۹۸ |
| ۱۳۷۵۷ | 1998 ST73        | ۲۱ سپتامبر ۱۹۹۸ |
| ۱۳۷۵۸ | 1998 SN74        | ۲۱ سپتامبر ۱۹۹۸ |
| ۱۳۷۵۹ | 1998 SK123       | ۲۶ سپتامبر ۱۹۹۸ |
| ۱۳۷۶۰ | Rodriguez        | ۲۶ سپتامبر ۱۹۹۸ |
| ۱۳۷۶۱ | Dorristaylor     | ۲۶ سپتامبر ۱۹۹۸ |
| ۱۳۷۶۲ | 1998 SG130       | ۲۶ سپتامبر ۱۹۹۸ |
| ۱۳۷۶۳ | 1998 SO135       | ۲۶ سپتامبر ۱۹۹۸ |
| ۱۳۷۶۴ | Mcalanis         | ۲۶ سپتامبر ۱۹۹۸ |
| ۱۳۷۶۵ | Nansmith         | ۲۶ سپتامبر ۱۹۹۸ |
| ۱۳۷۶۶ | Bonham           | ۲۶ سپتامبر ۱۹۹۸ |
| ۱۳۷۶۷ | 1998 SF141       | ۲۶ سپتامبر ۱۹۹۸ |
| ۱۳۷۶۸ | 1998 SS143       | ۱۸ سپتامبر ۱۹۹۸ |
| ۱۳۷۶۹ | 1998 SV144       | ۲۰ سپتامبر ۱۹۹۸ |
| ۱۳۷۷۰ | Commerson        | ۲۰ سپتامبر ۱۹۹۸ |
| ۱۳۷۷۱ | 1998 SG159       | ۲۶ سپتامبر ۱۹۹۸ |
| ۱۳۷۷۲ | Livius           | ۱۸ سپتامبر ۱۹۹۸ |
| ۱۳۷۷۳ | 1998 TY17        | ۱۴ اکتبر ۱۹۹۸   |
| ۱۳۷۷۴ | Spurny           | ۱۰ اکتبر ۱۹۹۸   |
| ۱۳۷۷۵ | Thebault         | ۱۱ اکتبر ۱۹۹۸   |
| ۱۳۷۷۶ | 1998 UK1         | ۱۹ اکتبر ۱۹۹۸   |
| ۱۳۷۷۷ | Cielobuio        | ۲۰ اکتبر ۱۹۹۸   |
| ۱۳۷۷۸ | 1998 US7         | ۲۲ اکتبر ۱۹۹۸   |
| ۱۳۷۷۹ | 1998 UY7         | ۲۳ اکتبر ۱۹۹۸   |
| ۱۳۷۸۰ | 1998 UZ8         | ۱۷ اکتبر ۱۹۹۸   |
| ۱۳۷۸۱ | 1998 UO15        | ۲۳ اکتبر ۱۹۹۸   |
| ۱۳۷۸۲ | 1998 UM18        | ۲۸ اکتبر ۱۹۹۸   |
| ۱۳۷۸۳ | 1998 UJ20        | ۲۰ اکتبر ۱۹۹۸   |
| ۱۳۷۸۴ | 1998 UN20        | ۲۳ اکتبر ۱۹۹۸   |
| ۱۳۷۸۵ | 1998 UR20        | ۲۹ اکتبر ۱۹۹۸   |
| ۱۳۷۸۶ | 1998 UV20        | ۲۹ اکتبر ۱۹۹۸   |
| ۱۳۷۸۷ | 1998 UN23        | ۲۶ اکتبر ۱۹۹۸   |
| ۱۳۷۸۸ | Dansolander      | ۱۸ اکتبر ۱۹۹۸   |
| ۱۳۷۸۹ | 1998 UZ28        | ۱۸ اکتبر ۱۹۹۸   |
| ۱۳۷۹۰ | 1998 UF31        | ۱۷ اکتبر ۱۹۹۸   |
| ۱۳۷۹۰ | 1998 VC          | ۱ نوامبر ۱۹۹۸   |
| ۱۳۷۹۲ | Kuscynskyj       | ۷ نوامبر ۱۹۹۸   |
| ۱۳۷۹۳ | Laubernasconi    | ۱۱ نوامبر ۱۹۹۸  |
| ۱۳۷۹۴ | 1998 VD5         | ۱۱ نوامبر ۱۹۹۸  |
| ۱۳۷۹۵ | 1998 VP20        | ۱۰ نوامبر ۱۹۹۸  |
| ۱۳۷۹۶ | 1998 VB26        | ۱۰ نوامبر ۱۹۹۸  |
| ۱۳۷۹۷ | 1998 VQ27        | ۱۰ نوامبر ۱۹۹۸  |
| ۱۳۷۹۸ | Cecchini         | ۱۵ نوامبر ۱۹۹۸  |
| ۱۳۷۹۹ | 1998 VC34        | ۱۴ نوامبر ۱۹۹۸  |
| ۱۳۸۰۰ | 1998 VR36        | ۱۴ نوامبر ۱۹۹۸  |
| ۱۳۸۰۱ | Kohlhase         | ۱۱ نوامبر ۱۹۹۸  |
| ۱۳۸۰۲ | 1998 WR3         | ۱۸ نوامبر ۱۹۹۸  |
| ۱۳۸۰۳ | 1998 WU10        | ۲۱ نوامبر ۱۹۹۸  |
| ۱۳۸۰۴ | Hrazany          | ۹ دسامبر ۱۹۹۸   |
| ۱۳۸۰۵ | 1998 XN3         | ۹ دسامبر ۱۹۹۸   |
| ۱۳۸۰۶ | Darmstrong       | ۸ دسامبر ۱۹۹۸   |
| ۱۳۸۰۷ | 1998 XE13        | ۱۵ دسامبر ۱۹۹۸  |
| ۱۳۸۰۸ | Davewilliams     | ۱۱ دسامبر ۱۹۹۸  |
| ۱۳۸۰۹ | 1998 XJ40        | ۱۴ دسامبر ۱۹۹۸  |
| ۱۳۸۱۰ | 1998 XU51        | ۱۴ دسامبر ۱۹۹۸  |
| ۱۳۸۱۱ | 1998 XP92        | ۱۵ دسامبر ۱۹۹۸  |
| ۱۳۸۱۱ | 1998 YR          | ۱۶ دسامبر ۱۹۹۸  |
| ۱۳۸۱۱ | 1998 YX          | ۱۶ دسامبر ۱۹۹۸  |
| ۱۳۸۱۴ | 1998 YG3         | ۱۷ دسامبر ۱۹۹۸  |
| ۱۳۸۱۵ | Furuya           | ۲۲ دسامبر ۱۹۹۸  |
| ۱۳۸۱۶ | Stulpner         | ۲۹ دسامبر ۱۹۹۸  |
| ۱۳۸۱۷ | 1999 RH39        | ۸ سپتامبر ۱۹۹۹  |
| ۱۳۸۱۸ | Ullery           | ۷ سپتامبر ۱۹۹۹  |
| ۱۳۸۱۹ | 1999 SX5         | ۳۰ سپتامبر ۱۹۹۹ |
| ۱۳۸۲۰ | Schwartz         | ۱ نوامبر ۱۹۹۹   |
| ۱۳۸۲۱ | 1999 VE8         | ۸ نوامبر ۱۹۹۹   |
| ۱۳۸۲۲ | Stevedodson      | ۲ نوامبر ۱۹۹۹   |
| ۱۳۸۲۳ | 1999 VO72        | ۱۵ نوامبر ۱۹۹۹  |
| ۱۳۸۲۴ | Kramlik          | ۵ نوامبر ۱۹۹۹   |
| ۱۳۸۲۵ | Booth            | ۴ نوامبر ۱۹۹۹   |
| ۱۳۸۲۵ | 1999 WM          | ۱۶ نوامبر ۱۹۹۹  |
| ۱۳۸۲۷ | 1999 WK4         | ۲۸ نوامبر ۱۹۹۹  |
| ۱۳۸۲۸ | 1999 WL6         | ۲۸ نوامبر ۱۹۹۹  |
| ۱۳۸۲۹ | 1999 WK18        | ۲۹ نوامبر ۱۹۹۹  |
| ۱۳۸۳۰ | ARLT             | ۴ دسامبر ۱۹۹۹   |
| ۱۳۸۳۱ | 1999 XD8         | ۳ دسامبر ۱۹۹۹   |
| ۱۳۸۳۲ | 1999 XR13        | ۵ دسامبر ۱۹۹۹   |
| ۱۳۸۳۳ | 1999 XW13        | ۵ دسامبر ۱۹۹۹   |
| ۱۳۸۳۴ | 1999 XU18        | ۳ دسامبر ۱۹۹۹   |
| ۱۳۸۳۵ | 1999 XJ20        | ۵ دسامبر ۱۹۹۹   |
| ۱۳۸۳۶ | 1999 XF24        | ۶ دسامبر ۱۹۹۹   |
| ۱۳۸۳۷ | 1999 XF25        | ۶ دسامبر ۱۹۹۹   |
| ۱۳۸۳۸ | 1999 XW26        | ۶ دسامبر ۱۹۹۹   |
| ۱۳۸۳۹ | 1999 XF29        | ۶ دسامبر ۱۹۹۹   |
| ۱۳۸۴۰ | Wayneanderson    | ۶ دسامبر ۱۹۹۹   |
| ۱۳۸۴۱ | Blankenship      | ۶ دسامبر ۱۹۹۹   |
| ۱۳۸۴۲ | 1999 XR33        | ۶ دسامبر ۱۹۹۹   |
| ۱۳۸۴۳ | Cowenbrown       | ۶ دسامبر ۱۹۹۹   |
| ۱۳۸۴۴ | 1999 XW34        | ۶ دسامبر ۱۹۹۹   |
| ۱۳۸۴۵ | Jillburnett      | ۷ دسامبر ۱۹۹۹   |
| ۱۳۸۴۶ | 1999 XV69        | ۷ دسامبر ۱۹۹۹   |
| ۱۳۸۴۷ | 1999 XC74        | ۷ دسامبر ۱۹۹۹   |
| ۱۳۸۴۸ | Cioffi           | ۷ دسامبر ۱۹۹۹   |
| ۱۳۸۴۹ | Dunn             | ۷ دسامبر ۱۹۹۹   |
| ۱۳۸۵۰ | Erman            | ۷ دسامبر ۱۹۹۹   |
| ۱۳۸۵۱ | 1999 XB94        | ۷ دسامبر ۱۹۹۹   |
| ۱۳۸۵۲ | Ford             | ۷ دسامبر ۱۹۹۹   |
| ۱۳۸۵۳ | Jenniferfritz    | ۷ دسامبر ۱۹۹۹   |
| ۱۳۸۵۴ | 1999 XX104       | ۱۰ دسامبر ۱۹۹۹  |
| ۱۳۸۵۵ | 1999 XX105       | ۱۱ دسامبر ۱۹۹۹  |
| ۱۳۸۵۶ | 1999 XZ105       | ۱۱ دسامبر ۱۹۹۹  |
| ۱۳۸۵۷ | 1999 XE109       | ۴ دسامبر ۱۹۹۹   |
| ۱۳۸۵۸ | 1999 XT110       | ۵ دسامبر ۱۹۹۹   |
| ۱۳۸۵۹ | Fredtreasure     | ۱۳ دسامبر ۱۹۹۹  |
| ۱۳۸۶۰ | Neely            | ۱۵ دسامبر ۱۹۹۹  |
| ۱۳۸۶۱ | 1999 XE157       | ۸ دسامبر ۱۹۹۹   |
| ۱۳۸۶۲ | 1999 XT160       | ۸ دسامبر ۱۹۹۹   |
| ۱۳۸۶۳ | 1999 XE166       | ۱۰ دسامبر ۱۹۹۹  |
| ۱۳۸۶۴ | 1999 XU166       | ۱۰ دسامبر ۱۹۹۹  |
| ۱۳۸۶۵ | 1999 XA170       | ۱۰ دسامبر ۱۹۹۹  |
| ۱۳۸۶۶ | 1999 XS174       | ۱۰ دسامبر ۱۹۹۹  |
| ۱۳۸۶۷ | 1999 XR182       | ۱۲ دسامبر ۱۹۹۹  |
| ۱۳۸۶۸ | Catalonia        | ۲۹ دسامبر ۱۹۹۹  |
| ۱۳۸۶۹ | Fruge            | ۸ ژانویه ۲۰۰۰   |
| ۱۳۸۶۹ | 2158 P-L         | ۲۴ سپتامبر ۱۹۶۰ |
| ۱۳۸۶۹ | 2635 P-L         | ۲۴ سپتامبر ۱۹۶۰ |
| ۱۳۸۶۹ | 2649 P-L         | ۲۴ سپتامبر ۱۹۶۰ |
| ۱۳۸۶۹ | 2657 P-L         | ۲۴ سپتامبر ۱۹۶۰ |
| ۱۳۸۶۹ | 3013 P-L         | ۲۴ سپتامبر ۱۹۶۰ |
| ۱۳۸۶۹ | 4525 P-L         | ۲۴ سپتامبر ۱۹۶۰ |
| ۱۳۸۶۹ | 4625 P-L         | ۲۴ سپتامبر ۱۹۶۰ |
| ۱۳۸۶۹ | 6063 P-L         | ۲۴ سپتامبر ۱۹۶۰ |
| ۱۳۸۶۹ | 6106 P-L         | ۲۴ سپتامبر ۱۹۶۰ |
| ۱۳۸۶۹ | 6328 P-L         | ۲۴ سپتامبر ۱۹۶۰ |
| ۱۳۸۶۹ | 6607 P-L         | ۲۴ سپتامبر ۱۹۶۰ |
| ۱۳۸۶۹ | 6625 P-L         | ۲۴ سپتامبر ۱۹۶۰ |
| ۱۳۸۶۹ | 6637 P-L         | ۲۴ سپتامبر ۱۹۶۰ |
| ۱۳۸۶۹ | 7066 P-L         | ۱۷ اکتبر ۱۹۶۰   |
| ۱۳۸۸۴ | 1064 T-1         | ۲۵ مارس ۱۹۷۱    |
| ۱۳۸۸۵ | 2104 T-1         | ۲۵ مارس ۱۹۷۱    |
| ۱۳۸۸۶ | 2312 T-1         | ۲۵ مارس ۱۹۷۱    |
| ۱۳۸۸۷ | 3041 T-1         | ۲۶ مارس ۱۹۷۱    |
| ۱۳۸۸۸ | 3290 T-1         | ۲۶ مارس ۱۹۷۱    |
| ۱۳۸۸۹ | 4206 T-1         | ۲۶ مارس ۱۹۷۱    |
| ۱۳۸۹۰ | 1186 T-2         | ۲۹ سپتامبر ۱۹۷۳ |
| ۱۳۸۹۱ | 1237 T-2         | ۲۹ سپتامبر ۱۹۷۳ |
| ۱۳۸۹۲ | 1266 T-2         | ۲۹ سپتامبر ۱۹۷۳ |
| ۱۳۸۹۳ | 1296 T-2         | ۲۹ سپتامبر ۱۹۷۳ |
| ۱۳۸۹۴ | 2039 T-2         | ۲۹ سپتامبر ۱۹۷۳ |
| ۱۳۸۹۵ | 2168 T-2         | ۲۹ سپتامبر ۱۹۷۳ |
| ۱۳۸۹۶ | 3310 T-2         | ۳۰ سپتامبر ۱۹۷۳ |
| ۱۳۸۹۷ | Vesuvius         | ۲۹ سپتامبر ۱۹۷۳ |
| ۱۳۸۹۸ | 4834 T-2         | ۲۵ سپتامبر ۱۹۷۳ |
| ۱۳۸۹۹ | 5036 T-2         | ۲۵ سپتامبر ۱۹۷۳ |
| ۱۳۹۰۰ | 5211 T-2         | ۲۵ سپتامبر ۱۹۷۳ |
| ۱۳۹۰۱ | 1140 T-3         | ۱۷ اکتبر ۱۹۷۷   |
| ۱۳۹۰۲ | 4205 T-3         | ۱۶ اکتبر ۱۹۷۷   |
| ۱۳۹۰۲ | 1975 ST          | ۳۰ سپتامبر ۱۹۷۵ |
| ۱۳۹۰۴ | Univinnitsa      | ۳ اکتبر ۱۹۷۵    |
| ۱۳۹۰۴ | 1976 QA          | ۲۷ اوت ۱۹۷۶     |
| ۱۳۹۰۶ | Shunda           | ۲۰ اوت ۱۹۷۷     |
| ۱۳۹۰۷ | 1977 RS17        | ۹ سپتامبر ۱۹۷۷  |
| ۱۳۹۰۸ | Wolbern          | ۲ سپتامبر ۱۹۷۸  |
| ۱۳۹۰۹ | 1978 VD8         | ۷ نوامبر ۱۹۷۸   |
| ۱۳۹۱۰ | 1979 MH3         | ۲۵ ژوئن ۱۹۷۹    |
| ۱۳۹۱۱ | 1979 QT1         | ۲۲ اوت ۱۹۷۹     |
| ۱۳۹۱۲ | 1979 QA2         | ۲۲ اوت ۱۹۷۹     |
| ۱۳۹۱۲ | 1979 SO          | ۲۵ سپتامبر ۱۹۷۹ |
| ۱۳۹۱۴ | Galegant         | ۱۱ ژوئن ۱۹۸۰    |
| ۱۳۹۱۵ | Yalow            | ۲۷ مه ۱۹۸۲      |
| ۱۳۹۱۶ | Bernolak         | ۲۳ اوت ۱۹۸۲     |
| ۱۳۹۱۷ | Correggia        | ۶ مارس ۱۹۸۴     |
| ۱۳۹۱۸ | Tsukinada        | ۲۴ اوت ۱۹۸۴     |
| ۱۳۹۱۹ | 1984 SO4         | ۲۱ سپتامبر ۱۹۸۴ |
| ۱۳۹۲۰ | Montecorvino     | ۱۵ اوت ۱۹۸۵     |
| ۱۳۹۲۱ | Sgarbini         | ۱۴ سپتامبر ۱۹۸۵ |
| ۱۳۹۲۲ | Kremenia         | ۱۹ سپتامبر ۱۹۸۵ |
| ۱۳۹۲۳ | Peterhof         | ۲۲ اکتبر ۱۹۸۵   |
| ۱۳۹۲۴ | 1986 PE1         | ۱ اوت ۱۹۸۶      |
| ۱۳۹۲۵ | 1986 QS3         | ۲۹ اوت ۱۹۸۶     |
| ۱۳۹۲۶ | Berners-Lee      | ۲ دسامبر ۱۹۸۶   |
| ۱۳۹۲۷ | Grundy           | ۲۶ سپتامبر ۱۹۸۷ |
| ۱۳۹۲۸ | Aaronrogers      | ۲۶ اکتبر ۱۹۸۷   |
| ۱۳۹۲۸ | 1988 PL          | ۱۳ اوت ۱۹۸۸     |
| ۱۳۹۳۰ | 1988 RQ8         | ۱۲ سپتامبر ۱۹۸۸ |
| ۱۳۹۳۱ | 1988 RF13        | ۱۴ سپتامبر ۱۹۸۸ |
| ۱۳۹۳۲ | 1988 SL1         | ۱۸ سپتامبر ۱۹۸۸ |
| ۱۳۹۳۳ | Charleville      | ۲ نوامبر ۱۹۸۸   |
| ۱۳۹۳۴ | 1988 XE2         | ۱۱ دسامبر ۱۹۸۸  |
| ۱۳۹۳۴ | 1989 EE          | ۴ مارس ۱۹۸۹     |
| ۱۳۹۳۴ | 1989 HC          | ۳۰ آوریل ۱۹۸۹   |
| ۱۳۹۳۷ | Roberthargraves  | ۲ اوت ۱۹۸۹      |
| ۱۳۹۳۸ | 1989 RP1         | ۵ سپتامبر ۱۹۸۹  |
| ۱۳۹۳۹ | 1989 SJ2         | ۲۶ سپتامبر ۱۹۸۹ |
| ۱۳۹۴۰ | 1989 SZ3         | ۲۶ سپتامبر ۱۹۸۹ |
| ۱۳۹۴۱ | 1989 TF14        | ۲ اکتبر ۱۹۸۹    |
| ۱۳۹۴۲ | 1989 VS2         | ۲ نوامبر ۱۹۸۹   |
| ۱۳۹۴۲ | 1990 HG          | ۲۶ آوریل ۱۹۹۰   |
| ۱۳۹۴۴ | 1990 OX1         | ۲۹ ژوئیه ۱۹۹۰   |
| ۱۳۹۴۵ | 1990 OH2         | ۲۹ ژوئیه ۱۹۹۰   |
| ۱۳۹۴۶ | 1990 OK3         | ۲۷ ژوئیه ۱۹۹۰   |
| ۱۳۹۴۷ | 1990 QB5         | ۲۴ اوت ۱۹۹۰     |
| ۱۳۹۴۸ | 1990 QB6         | ۲۴ اوت ۱۹۹۰     |
| ۱۳۹۴۹ | 1990 RN3         | ۱۴ سپتامبر ۱۹۹۰ |
| ۱۳۹۵۰ | 1990 RP9         | ۱۴ سپتامبر ۱۹۹۰ |
| ۱۳۹۵۱ | 1990 SD5         | ۲۲ سپتامبر ۱۹۹۰ |
| ۱۳۹۵۲ | 1990 SN6         | ۲۲ سپتامبر ۱۹۹۰ |
| ۱۳۹۵۳ | 1990 TO4         | ۹ اکتبر ۱۹۹۰    |
| ۱۳۹۵۴ | Born             | ۱۳ اکتبر ۱۹۹۰   |
| ۱۳۹۵۵ | 1990 UA2         | ۲۱ اکتبر ۱۹۹۰   |
| ۱۳۹۵۶ | Banks            | ۱۵ نوامبر ۱۹۹۰  |
| ۱۳۹۵۷ | 1991 AG2         | ۷ ژانویه ۱۹۹۱   |
| ۱۳۹۵۷ | 1991 DY          | ۱۹ فوریه ۱۹۹۱   |
| ۱۳۹۵۹ | 1991 EL4         | ۱۲ مارس ۱۹۹۱    |
| ۱۳۹۶۰ | 1991 GF8         | ۸ آوریل ۱۹۹۱    |
| ۱۳۹۶۰ | 1991 PV          | ۵ اوت ۱۹۹۱      |
| ۱۳۹۶۲ | Delambre         | ۳ اوت ۱۹۹۱      |
| ۱۳۹۶۳ | Euphrates        | ۳ اوت ۱۹۹۱      |
| ۱۳۹۶۳ | Euphrates        | PO۵             |
| ۱۳۹۶۵ | 1991 PL8         | ۵ اوت ۱۹۹۱      |
| ۱۳۹۶۶ | 1991 PR16        | ۷ اوت ۱۹۹۱      |
| ۱۳۹۶۶ | 1991 QJ          | ۳۱ اوت ۱۹۹۱     |
| ۱۳۹۶۸ | 1991 RE7         | ۲ سپتامبر ۱۹۹۱  |
| ۱۳۹۶۹ | 1991 RK26        | ۱۱ سپتامبر ۱۹۹۱ |
| ۱۳۹۷۰ | 1991 RH27        | ۱۳ سپتامبر ۱۹۹۱ |
| ۱۳۹۷۱ | 1991 UF1         | ۱۸ اکتبر ۱۹۹۱   |
| ۱۳۹۷۲ | 1991 UN3         | ۳۱ اکتبر ۱۹۹۱   |
| ۱۳۹۷۳ | 1991 UZ3         | ۳۱ اکتبر ۱۹۹۱   |
| ۱۳۹۷۳ | 1991 YC          | ۲۸ دسامبر ۱۹۹۱  |
| ۱۳۹۷۵ | 1992 BP2         | ۳۰ ژانویه ۱۹۹۲  |
| ۱۳۹۷۶ | 1992 EZ6         | ۱ مارس ۱۹۹۲     |
| ۱۳۹۷۷ | Frisch           | ۲۹ آوریل ۱۹۹۲   |
| ۱۳۹۷۸ | Hiwasa           | ۴ مه ۱۹۹۲       |
| ۱۳۹۷۹ | 1992 JH3         | ۸ مه ۱۹۹۲       |
| ۱۳۹۸۰ | Neuhauser        | ۲ ژوئیه ۱۹۹۲    |
| ۱۳۹۸۱ | 1992 OT9         | ۲۸ ژوئیه ۱۹۹۲   |
| ۱۳۹۸۲ | Thunberg         | ۲ سپتامبر ۱۹۹۲  |
| ۱۳۹۸۳ | 1992 RJ5         | ۲ سپتامبر ۱۹۹۲  |
| ۱۳۹۸۴ | 1992 RM7         | ۲ سپتامبر ۱۹۹۲  |
| ۱۳۹۸۵ | 1992 UH3         | ۲۲ اکتبر ۱۹۹۲   |
| ۱۳۹۸۶ | 1992 WA4         | ۲۱ نوامبر ۱۹۹۲  |
| ۱۳۹۸۷ | 1992 WK9         | ۱۶ نوامبر ۱۹۹۲  |
| ۱۳۹۸۸ | 1992 YG2         | ۱۸ دسامبر ۱۹۹۲  |
| ۱۳۹۸۹ | Murikabushi      | ۱۶ ژانویه ۱۹۹۳  |
| ۱۳۹۸۹ | 1993 EK          | ۲ مارس ۱۹۹۳     |
| ۱۳۹۹۱ | Kenphillips      | ۱۷ مارس ۱۹۹۳    |
| ۱۳۹۹۲ | Cesarebarbieri   | ۱۷ مارس ۱۹۹۳    |
| ۱۳۹۹۳ | Clemenssimmer    | ۱۷ مارس ۱۹۹۳    |
| ۱۳۹۹۴ | Tuominen         | ۱۷ مارس ۱۹۹۳    |
| ۱۳۹۹۵ | Toravere         | ۱۹ مارس ۱۹۹۳    |
| ۱۳۹۹۶ | 1993 FH20        | ۱۹ مارس ۱۹۹۳    |
| ۱۳۹۹۷ | 1993 FB32        | ۱۹ مارس ۱۹۹۳    |
| ۱۳۹۹۸ | 1993 FL39        | ۱۹ مارس ۱۹۹۳    |
| ۱۳۹۹۹ | 1993 FH43        | ۱۹ مارس ۱۹۹۳    |
| ۱۴۰۰۰ | 1993 FZ55        | ۱۷ مارس ۱۹۹۳    |